# Tamerlà
|  | Aquest article tracta sobre el conqueridor turcomongol. Si cerqueu l'òpera, vegeu «Tamerlano». |

Tamerlà o Timur o Temur Lenk (Kish, prop de Samarcanda, suposadament el 9 d'abril de 1336 - Otrar, 18 de febrer de 1405) fou un conqueridor turcomongol que establí l'imperi dels timúrides. Era fill d'un cap militar mongol anomenat Taragai descendent per línia materna de Genguis Kan. Les seves despulles romanen a Gur-e Amir.

## Naixement de Timur
Timur/Tamerlà va néixer el 9 d'abril de 1336 a Kish (transliterat en català Kix, nom alternatiu Shahr-i Sabz o Shakhr-i Sabz, transliteració catalana Xahrizab, traducció «Ciutat Verda») fill d'un notable de la tribu Barles de nom Amir Taragai o Taraghai, descendent de Karaxar Nevian (Noyan) que fou comandant en cap sota el kan Txagatai (el fill segon de Genguis Kan). La seva mare era la filla d'un sadr (alt oficial religiós) de Bukharà. Diversos historiadors ha posat en dubte aquesta data, creuen que va néixer a l'entorn del 1330, però en tot cas és la data oficial que de moment figura a les fonts contemporànies i a les biografies.

## Infantesa i adolescència
El 1346 (quan tenia suposadament deu anys) Timur fou promès a la filla de l'amir de la tribu Barles, Jaku Barles. Aquest matrimoni no s’arribà a realitzar.
En una data entre 1347 i 1349 com a molt aviat, i probablement el 1351, Timur fou enviat pel seu pare a servir a Qazaghan; el 1351 hauria tingut quinze anys. Timur va caure bé a Qazagan i el jove destacava per la seva valentia i habilitats. Seria aleshores, vers el 1351 o 1352, quan Qazaghan li va concedir la mà de la seva neta Aljai.

## Timur pren muller
Quan Timur tenia uns vint anys (1356, però podria ser una mica abans, vers 1354 o 1355, amb divuit o dinou anys) Qazaghan li va donar com esposa a la seva neta, Aljai Khatun Agha, filla de Moslama ibn Qazaghan. Al mateix temps el va fer Ming bashi (comandant de mil, equivalent a coronel). Van tenir un primer fill: Jahangir, i es va fer una festa a la que no van assistir ni el seu oncle Hajji Barles, cap de la seva tribu, ni el cap de la tribu de la esposa, Bayazid Jalayir. La data del naixement fou probablement el 1356 (a vegades se cita 1357) va néixer el primer fill de Timur, Jahangir. El nom inicial va ser Muhammad, però més tard, quan les coses anaven be a Timur, aquest va considerar millor afegir al nom, Jahangir que vol dir «rei de l'Univers». Vers 1356 o 1357 va néixer també el segon fill Umar Xaikh però de la concubina Tolun Agha.

## Primers passos
Després de destituir Qazaghan (1358) i poc després el seu fill i successor Abd Allah ibn Qazaghan, va pujar al poder Buyan Suldus, cap dels Suldus, que tenia com aliats Hajji Barles i Bayazid Jalayir. Cadascuna de les tribus va guanyar poder. Timur, com un dels caps secundaris dels Barles, disposava d'una força reduida (probablement uns quaranta homes i com a molt tres-cents) amb la qual va maniobrar amb els diferents caps tribals. Es va aliar amb Eltxi Bugha Selduz per conquerir el Badakhxan. Els reis de Badakhxan es van sotmetre i van esdevenir vassalls de Timur i Eltxi Bugha. A Hajji Khwaja Azdi de Shumergan li va comunicar que estant ara la província de Balkh sense ocupar (a la ciutat de Balkh, Eltxi Bugha Selduz s'havia proclamat Malik o sigui rei), havia enviat un exèrcit per ocupar la zona i que volia partir-la amb ell; aquest es va mostrar d'acord i va enviar un exèrcit a Balkh.
El teoric gran amir, Buyan Seldus, pel seu costat, al sentir tot això va deixar el Badakhxan, o es trobava, i es va dirigir cap a Shadman i a Balkh. Els reis de Badakhxan es van comprometre a acudir sempre que fossin convocats pel gran amir. Quan Selduz va entrar a la província de Balkh va topar amb Hajji Khwaja Azdi de Shumergan que el va enfrontar, però fou derrotat i es va haver de refugiar a Kish, amb Timur. Aquest li va imposar condicions de vassallatge després del qual es va dirigir a Shumergan, d'on va expulsar Selduz i va restaurar Azdi. Seguidament Tamerlà va fer aliança amb l'Amir Husayn.

## Invasió del kan Tughluq Timur (1360)
A començaments del 1360 el kan de Mogolistan, Tughluq Timur, aprofitant les disensions existents va envair Transoxiana. Un relat detallat es pot trobar a l'article «Bayan Suldus». Davant els mogols, anomenats jats a Transoxiana, les tribus van fugir cap al sud. Timur va acompanyar el cap dels Barles, Hajji Barles, fins al riu Oxus, i allí va retornar amb l'excusa de controlar els dominis dels Barles davant el buit de poder. Una vegada altre cop a Kish va tenir contactes amb l'avantguarda mogol, per anar a veure el kan, però el viatge es va retardar per la malaltia del seu pare, Taragai.
Taragai va morir en un monestir mentre Timur era a la ciutat Verda (Kish o Xahr-i Sabz), al sud de Samarcanda; Timur va haver de restar allí a causa de la mort del seu pare i per les cerimònies d'enterrament, junt amb uns pocs centenars de guerrers. Timur va preparar la escena. Va situar el cos del seu pare en el lloc d'enterrament dels homes sants a la Ciutat Verda; el seu conseller espiritual, el savi Zain al-Din, li va donar uns consells. Es van preparar una sèrie de regals: cavalls, ornaments de plata, or i joies de tota mena. Zain al-Din hauria pogut obrir els cofres de l'església.
Com que havien passat prou dies, Timur va rebre una segona crida del kan i es va disposar a anar a la seva cort. Finalment van aparèixer els mongols del nord i un oficial es va presentar al lloc i fou rebut tranquil·lament per Timur com un hoste benvingut. Es va fer una festa i es van matar ovelles i corders. L'oficial no va poder donar l'ordre de saquejar; va demanar regals que li foren concedits i finalment se li va anunciar la intenció d'anar a veure el kan. Tot seguit Timur i una escorta van marxar cap on era el campament del kan, que ja s’havia mogut fins prop de Samarcanda. Prop del lloc, dos guàrdies els van aturar i va haver de donar més regals. Finalment van poder arribar a l'ordu o campament reial del kan. Aquesta descripció difereix una mica l'autobiografia: «Va seguir endavant i a la plana de Kheshem va trobar al comandant en cap de l'exèrcit mogol que el va rebre cordialment. Tres generals van informar favorablement el kan».
Fou portat a presència del kan i fou un dels pocs caps (encara que fos de segon nivell) que es va presentar. Timur es va acostar on era el kan, rodejat de tota la noblesa. El va saludar com a pare i com a kan i ell mateix es va presentar com Timur, cap dels Barles. En realitat, bona part dels guerrers de la tribu amb les famílies i ramats corresponents havien fugit amb Hajji Barles. Va oferir al kan totes les riqueses que portava en regals i el va informar que havia hagut de fer regals a un oficial i dos guàrdies. El kan va quedar impressionat pels regals i l'aplom de Timur. Va enviar missatgers a l'oficial i guàrdies que havien rebut regals de Timur per ordenar que retornessin tot el que havien rebut (per quedar-s’ho ell). Els tres oficials, que ja sospitaven que haurien retornar els regals, es van revoltar i se'n van anar al nord on van aixecar un exèrcit i van saquejar tot al seu pas.

## Timur és nomenattuman bashii beg o amir dels Barles (1360)
Al campament mogol, Tughluq Timur va rebre la noticia d'aquesta revolta en el seu exèrcit al Mogolistan i va demanar consell a Timur de si havia de tornar a reprimir-la o enviar un exèrcit. Timur li va dir que si hi anava sol hi havia un perill seria derrotat o fet presoner; però que s’hi enviava un exèrcit els perills eren dos: ser derrotat o be que les tropes s’unissin als revoltats. El kan va agrair el consell i va decidir seguir-lo i va anar cap al seu país de procedència, després de nomenar Timur com a cap del tuman (la tribu) de Karachar Noyan, o sigui els Barles. No sembla que el nomenés governador general de Mawara al-Nahr o Transoxiana com asseguren algunes biografies de Timur que magnifiquen la seva figura; en realitat hauria estat nomenat simplement tuman bashi (comandant de deu mil) amb autoritat per escrit i un segell; amb aquest títol Timur esdevenia cap dels Barles amb autoritat sobre una amplia regió; havia reeixit de prendre el poder dels Barles almenys de moment; un nomenament mes important que segur que Timur buscava, en tot cas devia quedar per quan el kan tornés.
Poc després va arribar al campament l'amir Bayazid Jalayir, que havia deixat la seva tribu a l'altre costat del riu Jihun i anava a presentar els seus respectes al kan. Yazdi diu que en Bayazid Jalayir va anar a veure a Timur, con a nou príncep de l' ulus Txagatai. Timur actuava ara com el cap suprem i estava disposat a imposar l'obediència a les seves regulacions a les tribus nòmades. Va tornar a Kish o Shahr-i Sabz (Ciutat Verda) on va establir la seva residència.

## Govern de Timur a Transoxiana (1360)
Timur reclamava la direcció del ulus Txagatai. Durant alguns mesos del 1360 (probablement la part final de la primavera i l'inici de l'estiu) els sayyids, els caps religiosos, els savis, i altres persones principals de Mawara al-Nahr esperaven rebre la petició de Timur de llegir la seva proclamació i fer la pregària en el seu nom, però Timur ho va ajornar, oficialment perquè primer volia alliberar el país de lladres i bandits i subjectar totes les tribus nòmades, després del qual no hi hauria problema en llegir la khutba i encunyar moneda al seu nom. Timur va envair Transoxiana per ajudar amir Husayn a expulsar Buyan Sulduz de Shadman i li va facilitar la conquesta de Badakhxan. De moment Timur es va quedar a Shadman i en va donar el govern a Khidr Yasauri, però després va cridar aquest i la va entregar a Husayn. Un cap dels Sulduz, Tughluq, va atacar Husayn a Shadman; Husayn va demanar que Timur l'ajudés i aquest va acudir i va obligar els Sulduz a retirar-se

## Hajji Barles recupera el poder (1360)
A la tornada a Kish a la fi del 1360, es va trobar que el seu parent Hajji Barles havia retornat i s'havia aliat amb Bayazid Jalayir. Els dos bàndols es van enfrontar a Akyar, i segurament la victòria fou per Hajji Barles, que no obstant, a causa de les multiple baixes d'oficials patides, va retirar-se cap a Samarcanda on s'estava Bayazid Jalayir que es va proclamar gran amir. No obstant, gairebé tots els oficials de Timur van desertar i es van passar a Hajji, que els va enviar a Samarcanda, incloent Jaku Barles i Khidr Yasauri, els mes lleials a Timur. Per Jaku Barles hi ha indicacions contradictories; Yazdi diu que va restar lleial. Timur va haver de lluitar en nom de Bayazid i Hajji contra Khidr Yasauri que va derrotar i va haver de fer front a un probable intent de matar-lo (detalls d'aquests fets a la biografia de Hajji Barles)

## Conflicte amb els Apardi (1361)
Poc després que Timur abandonés el campament on eren Bayazid i Hajji, aquest darrer li va enviar un missatge per informar-lo que Abdallah ibn Taysu i Zinda Hasham Apardi (fill i successor de Muhammad Khoja Apardi) havien alçat tropes per fer-li la guerra i l'aconsellava que no creués el Jihun i que aplegués les tropes del desert. Ell mateix li enviaria tropes sota el comandament de l'amir Khogam o Txugham Barles. Timur no va esperar l'arribada de l'amir; va tirar enrere per reunir les tropes del desert i va refer els passos cap on havia vingut. Això va coincidir amb la sortida de Bayazid Jalayir de Kish en direcció a la seva regió tradicional, Khujand on la ciutat d'aquest nom no estava a les seves mans.

## Timur actua a Tirmidh (1361)
Amb les seves forces Timur va arribar a la regió de Tirmidh. En aquesta regió Timur va rebre al Sayyid Ali Jerhiri de Tirmidh, un dels religiosos mes prestigiosos i savis (a Tirmidh hi havia en aquest temps una notable universitat). Pensant que anava a sotmetre’l, es va posar al front dels nòmades per resistir. Timur es va dirigir a Sayyid Ali, a qui va recordar les obligacions que tenia amb ell, però les seves paraules no van fer efecte i la horda d'Ali Jerhiri, més nombrosa que els soldats de Timur, va atacar; el combat es va lliurar en un lloc anomenat Ankar; la confiança dels soldats i la millor tàctica dels homes de Timur va permetre la victòria d'aquest des del primer moment. Ali va fugir i es va refugiar amb Bayazid Jalayir (més tard Timur el va perdonar). Timur va entrar a la mateixa Tirmidh.

## Timur crida els jats 1361
El 1361 Timur s’havia imposat a quasi tota la Transoxiana però a nivell local encara hi havia molts tirans que oprimien la gent sobre la qual governaven.
Llavors va escriure una carta al kan de Mogolistan o kan dels Jats com ells l'anomenaven (que recordem era el sobirà de Timur del qual derivava el seu càrrec) i li va prometre explotar Transoxiana si l'ajudava. El kan va acceptar i va enviar un exercit nombrós que com un parell d'anys abans va acampar al riu Sihun prop de Khujand i va cridar Timur i Bayazid Jalair. Aquest darrer va anar llavors a retre homenatge al kan i expressar-li la seva lleialtat deixant Samarcanda a càrrec d'un lloctinent, però el kan el va executar. També Bayan Suldus i Hajji Barles havien anat a retre homenatge al kan però després de l'execució de Bayazid, Hajji Barles va quedar tant espantat del càstig que va fugir a Kish i va ordenar a la seva tribu de reagrupar-se i fugir cap al sud; llavors va buscar l'aliança de Timur; després va arribar a l'Oxus (Amu Darya, àrab Jihun) perseguit per forces mogols. Una gran batalla es va lliurar a la riba del Jihun en la qual es va aturar l'exèrcit del kan el temps suficient per permetre el pas del bestiar de la tribu a l'altre costat en seguretat, Hajji va creuar sense problemes i va dirigir la horda cap al Khurasan on van començar a saquejar per on passaven i exigint tribut a les tribus; un germà d'Hajji, Aideku Bahatur, fou capturat pels vilatans de Sabzawar i executat; també un grupet va capturar Hajji prop d'una vila del Juvayn anomenada Khusrugird, i el van matar. Tropes dels jats van entrar al Khurasan i Timur va poder agafar els assassins del seu parent i amb permís del kan, com a venjança per la mort de Hajji, va concedir als Barles la comarca de Jaser pel manteniment de la tribu o mes concretament dels seguidors de Hajji. Timur ja governava els Barles sense oposició.

## El kan governa elulus(1362)
Tughluq va requerir la immediata presència de Timur. El seu conseller en cap, Amir Hamid Kurlukut, l'havia informat que hi havia nombrosos caps locals a Transoxiana i que disposaven d'al menys trenta mil cavallers entre tots; que calia que Timur dominés aquests caps a fi i efecte que passessin al bàndol dels jats, perquè si s’unien serien massa forts per les forces del Khan. Aconsellava demanar parer a Timur sobre que fer per aquest objectiu.
Ja abans d'anar a veure el kan, Timur havia previst la situació i havia escrit a tots els caps de ciutats i districtes de Transoxiana aconsellant-los que s'unissin a ell i advertint-los que si refusaven, les seves ciutats i bens serien destruïts pels jats; la majoria va reconèixer la seva autoritat. Llavors Timur va anar a veure al Khan amb els seus soldats i dependents i amb els caps locals sotmesos. Van tenir una gran recepció del kan al qual van portar molts regals. Timur va explicar que s’havien comprat amb la recaptació del país; que ell nomenava als recaptadors i els que no pagaven eren castigats, s’obtenien així molts darusts (peces d'or).
El kan acabava de saber que Husayn havia reunit un gran exèrcit al Badakhxan i llavors va confirmar Timur en el seu càrrec de cap del tuman dels Barles, com a hereu del seu oncle Hajji; també li va concedir la regió de Kish, així com la de Balkh i el Shamerganat (al sud-oest de Balkh). En tornar d'una expedició contra amir Husayn al Khuttalan, el kan va fer matar l'amir Buyan Suldus, de qui sospitava que no li era del tot fidel.
Després de l'expedició victoriosa a Khuttalan, Kunduz i l'Hindu Kush contra l'amir Husayn, els jats dominaven tot el país amb tots els caps de ciutats i grups nòmades. Tots es van haver de sotmetre i els petits governants, a vegades titulats sultans, van ser aniquilats amb rapidesa; alguns, que no havien fet gaire mal, van poder recuperar el favor del kan i de Timur i un decret els va ordenar unir-se a l'exèrcit de Timur. Ara el que Timur havia menester era que Tughluq Timur abandonés el país deixant-lo com a virrei absolut amb un domini total i sense oposició. Va suggerir al kan que podia conquerir Khurasan, només calia travessar el riu Amu i que trobaria poca oposició. El kan va aprovar gran part dels consells de Timur i va deixar-lo al càrrec de Mawara al-Nahr mentre anava a conquerir el Khurasan.

## Virregnat d'Ilies Khoja (1362)
Els caps de Kiptxak es van rebel·lar i van posar al tron Beishky o Bazarji Aghlan, descendent de Genguis Kan. Tughluq va demanar consell a Timur que li va suggerir d'anar-hi immediatament i imposar-se als rebels abans que es fessin forts perquè si ho deixava per més endavant ja no podria. Això implicava abandonar temporalment el projecte de conquesta del Khurasan.
Però el Khan no el va deixar sol amb el poder a Mawara al-Nahr. Va nomenar virrei el seu propi fill Ilies Khoja per damunt de Timur. L'administració fou confiada a una sèrie d'amirs i nobles sota la direcció de l'amir Bikijuk (una mena de supervisor general). Timur va esdevenir el sepah salar (comandant en cap). La queixa de Timur per haver estat relegat i posat sota les ordres de Ilies i de Bikijuk fou inútil. El kan va recordar a Timur que d'acord amb la llei de Genguis Kan, la família de Genguis governa i la família de Gurigan (en aquest cas referit a la família de Timur) serveix, d'acord al pacte entre avantpassats. El Khan va sortir cap a Kiptxak.
Ilies Khoja no tenia talent de governant. Les tropes jats van començar a saquejar i cometre tota mena d'injustícies. L'amir Bikijuk va assolar Samarcanda; el príncep Ilies es mostrava satisfet amb els saquejos. Les noies de Samarcanda foren enviades com esclaves a diversos llocs i els venerables sayyids foren empresonats. Zain al-Din va demanar ajut i Timur va enviar una queixa al kan que no va fer gaire efecte. però el kan va emetre un edicte que permetia a Timur controlar Ilies i imposar-li restriccions, així com a tots els comandaments i que els oficials que desobeïssin podrien ser severament castigats i els culpables d'injustícia haurien de retribuir en proporció a l'ofensa. Timur es tornava a situar de facto com el cap amb mes poder de Transoxiana. Immediatament va prohibir a Ilies Khoja i als seus oficials exercir autoritat sobre els natius; els perjudicats van esdevenir enemics de Timur i van instigar contra ell tota mena de maledicències. Segons assegura Timur les malifetes no van parar: 400 verges de Samarcanda van ser venudes com a captives; també foren fet captius setanta descendents de Mahoma que vivien a Tirmidh que van esdevenir esclaus. Els notables de Transoxiana van demanar a Timur posar fi a la situació i aquest es va sentir avergonyit; va reunir les seves forces, es va dirigir cap al nord i va fer alliberar molts dels captius. Ilies va informar al seu pare que Timur havia aixecat l'estendard de la revolta. Aquest es va justificar dient que combatia la injustícia tal com el kan havia ordenat. Bikijuk, el general, també va donar un avís desfavorable sobre Timur al kan i el kan va emetre un edicte ordenant la seva mort. Timur va considerar prudent fugir ja que tot el país li podia retirar la fidelitat. Ilyes va fer front a una revolta de Husayn Sufi de la dinastia sufita de Coràsmia, que li va prendre Khivà i Kath.

## Tamerla guerrer errant
Tamerlà va fugir i va esdevenir un guerrer errant, una figura que en aquells temps es donava de tant en tant a Transoxiana. Es va unir al seu cunyat Amir Husayn que també anava errant. Junts o per separat van passar per multiples aventures entre 1362 i 1364, entre les quals la de servir com a mercenaris al Sistan, on fou ferit i va quedar coix, circumstància que el va fer ser conegur com Timur el Coix (Timur Lenk, europeitzat Tamerlà). Finalment els jats amb els seus saquejos i malgovern es van posar en contra la població local  que progressivament es va fixar en els dos homes i molts guerrers van anar passant al seu servei. El 1364 van derrotar els jats a la vora del Jihun i van penetrar en Transoxania; cap a finals del 1363 o inicis del 1364 va morir el kan Tughluk Timur de Mogolistan i la família o clan Dughlat que dominava Kaixgària va cridar al tron al fill de Tughluk, el virrei Ilyas o Ilies Khoja, que va decidir abandonar temporalment Mawara al-Nahr per anar a recollir la successió. Els jats perseguits van ser altre cop derrotats i Timur i Husayn van entrar a Samarcanda en triomf. Aquest periode (1262-1264) queda extensament relatat al article Tamerlà (Guerrer errant).

## Expulsió dels jats (1364)
Els caps de les hordes (tumans) i caps tribals menors, a mesura que el país va quedar net de jats, van anar recuperant la seva independència. Però Timur els exigia obediència i reconeixement com a kelantar (superior). Husayn també volia ser el cap superior ja que com a descendent de Qazaghan s’hi considerava amb dret. Va convocar una gran assemblea de caps (Kurultai) i es va decidir que com que Timur no era un tureh (descendent de família imperial) sinó un kerachu (família descendent de comandant) no tenia dret a assumir la superioritat. Timur va insistir en ser el cap superior ja que havia derrotat els jats sense ajut però els caps van declarar que el superior havia de ser un descendent de Txagatai i per això van cridar a Khabul Shah Aghlan, que havia esdevingut un dervix, que seria el sobirà de Transoxiana; se’l va vestir adequadament i se li van proporcionar els elements de la reialesa i se’l va situar al tron.
Timur va convocar un kurultai dels seus partidaris i es va dirigir a Kish per passar-hi l'hivern (1364-1365). Husayn, per la seva banda, es va establir a la residencia de la seva tribu (els karaunes), Sali Sarai. La genealogia de Kabul Shah era: fill de Durtxi, net d'Elxa Karai, besnet de Duwa Khan. Al mateix kurultai es va decidir que l'amir Haidar d'Ankhud, que estava presoner, seria entregat a Zinda Hasham Apardi, per ser executat. A Timur li fou concedit el malnom de “el Gran” i el títol de Sahib Karan (Heroi del Segle) que sembla un premi de consolació per equilibrar la preponderància que agafava Husayn.
Timur va proposar a Husayn i a Oljei Apardi (l'amir mes vell i experimentat) d'alliberar l'amir mongol Hamid a causa dels vincles d'amistat existents entre Timur i el pare d'Hamid, i el príncep mogol amir Iskandar. Husayn va consentir, probablement a contracor, només per complaure Timur. Aquest va enviar els seus amirs de confiança Daud Dughlat i Saif al-Din Barles a alliberar els dos homes que estaven sota custòdia de dos amirs, els quals van marar Hamid per evitar-ne l'alliberament; Husayn va tolerar l'acció i va reclamar l'entrega d'Iskandar, enemic personal seu, que li fou donat i el va matar. Després del kurultai Timur va tornar a Kish i Husayn a Sali Sarai, on van passar l'hivern. La celebració d'aquest kurultai és situat per B. F. Manz a finals del 1364.

## Tornada dels jats (1365), tercera guerra
A la primavera del 1365 es va saber que l'exèrcit dels jats havia sortit de Mogolistan i marxava cap a Transoxiana. Els amirs que havien proclamat Kabul Shah es van alarmar i van escriure a Timur indicant que el reconeixien com a cap superior i l'obeirien fins que els jats es retiressin, demanant disculpes per la seva actitud anterior i sotmetent-se a la seva benevolença. Quan això es va saber, el preceptor del jove Kabul Shah, Mulk Bahatur, el va fer matar per congraciar-se amb Timur. Però aquest ho va desaprovar i va lliurar el preceptor als hereus de Kabul Shah perquè en fessin el que volguessin (no s’indica però evidentment fou mort). Després Timur va anunciar als caps que s’acabaven de sotmetre’s que marxaria cap a Khujand per enfrontar-se als jats.
Husayn immediatament va mobilitzar tropes dirigides per Zinda Hasham Apardi, Pulad Bugha i Malik Bahadur que foren enviades a Timur. Amir Husayn comptava amb els clans de la muntanya amb els guerrers ghurs i afganesos; mentre Timur tenia les forces de la tribu dels Barles (i altres tribus aliades), el genets del desert, els Jalayirs, i les tropes dels Sulduz
Aquesta fou la tercera guerra entre Timur (i els seus partidaris) i els jats. Va sortir de Kish amb sis mil homes i va arribar al poble d'Akar o Akyar on va tenir notícies de l'exèrcit enemic, que era força nombrós i avançava amb rapidesa cap a la regió de Khujand. Va informar-ne Husayn i va marxar cap al riu Sihun a la zona de Khujand, riu que va creuar i es va fer fort a la riba nord del riu entre Taixkent i Txinaz. Els jats havien acampat a la vora del riu Badam, a Ezam, i s’havien dividit en quatre seccions: la dreta sota Shuknum Bahadur; l'esquerra sota Hajji Beg; el centre amb el mateix kan Ilies Khoja i l'avantguarda sota Kiptxak Bahadur. Les tropes de Husayn, amb aquest al capdavant, van arribar poc després i es van afegir al campament de Timur.

## La batalla de Laï o dels Tolls
Timur va organitzar els seus amb una dreta sota Belanchy Arlat (amb la major part de les tropes d'Amir Husayn); l'avantguarda amb Melk Bahadur; l'esquerra amb els kiptxaks sota amir Sarbugha Quiptxak; ell mateix es va situar amb l'esquerra i Jaku Barles estaria a la reserva. El pla era avançar i atacar mentre que Husayn protegiria la rereguarda amb uns mil homes. Husayn no va voler dividir les forces i va preferir avançar tots junts i va imposar aquest criteri.
L'enemic (munkelay) es va apropar i les tropes lleugeres dels dos bàndols van xocar. El general Zinda Hasham va atacar furiósament a la dreta on era Husayn i va trencar aquesta ala però una part del camp van mantenir posicions. Ilies va enviar una divisió manada per Amir Shams al-Din, per reforçar la càrrega; aquesta força s’acostava molt a Husayn i, veient que seria derrotat, Timur s'hi va dirigir i va carregar contra les posicions de Shams al-Din amb 17 esquadrons i el va posar en fuita; així Timur va poder carregar contra el centre d'Ilies Khoja, que va trontollar; llavors va cridar Husayn i Tahan Bahadur per que acudissin a rematar la feina; Husayn va interpretar la petició com una acusació de covardia feta davant de tot l'exèrcit i la va emprendre contra el missatger. Timur va enviar un altre missatger, en aquest cas un parent d'Husayn, Mulk Mehedy, convocant-lo urgentment ja que estava a punt d'obrir pas, però Husayn estava molt enfeinat i no podia reunir les seves tropes  que havien estat trencades per l'enemic. Mehedy li va comunicar que Timur havia trencat la primera línia enemiga i que era a punt d'obrir pas amb la reserva, i que n'hi hauria prou amb les forces d'Husayn per fer fugir l'enemic, però fou colpejat per Husayn i va haver de tornat abatut amb Timur, a qui va confessar que considerava que Husayn volia posar Timur en perill mentre ell se’n escapava. Sense ajut, Timur va derrotar la dreta enemiga però a manca d'assistència de Husayn va haver de desistir de mes combats, va reagrupar les seves tropes i es va retirar cap un rierol proper a la plana de la batalla. Quan l'enemic ho va veure també va desistir de lluitar més per mor del cansament i la tensió, i van acampar igualment. La falta d'assistència de Husayn és esmentada en diverses fonts. Segons Lamb, l'exèrcit de l'ulus Txagatai es va dividir en tres cossos: dreta (sota Husayn), esquerra (sota Timur) i centre. Cada un era dividit en principal i reserva. Llavors Timur i l'ala esquerra van poder trencar l'ala dreta rival i es va dirigir cap a l'estendard enemic però va fallar i quan el portaestendard anava a matar l'amir, Jaku Barles li va salvar la vida i va matar el soldat contrari. El centre dels dos contendents es va barrejar mentre que l'ala dreta sota Husayn fou rebutjada. Timur va fer sonar timbals i trompetes i en mancar el portaestendard dels jats, aquests es van desorientar i van començar a retirar-se. Timur va córrer en ajut de Husayn i tant havia avançat que els va agafar pel darrere. Ilies Khan mantenia amb cautela la seva reserva i semblava disposat a retirar-se del tot. Va ser una oportunitat gloriosa i Timur va enviar un missatger a Husayn per instar-lo a reformar les seves divisions sense demora i avançar per atacar als jats; ell mateix ja començava a atacar però Husayn no va poder acudir. Timur va decidir que no enfrontaria cap mes batalla amb Amir Husayn com a segon comandant.
A la nit Husayn va enviar un missatge a Timur demanant excuses per la seva conducta desencertada d'aquell dia i oferia continuar la lluita. Timur va respondre que la oportunitat havia passat; que després que ell s’havia obert pas, amb la seva arribada la victòria haguera estat ben fàcil, però ara ja no era el mateix a l'estar tots agrupats.
Després d'haver passat la nit al camp de batalla i haver descansat els cavalls, al matí els dos bàndols van estudiar les posicions respectives. Els jats van començar a tocar els tambors per atacar, però va començar a ploure i cada vegada mes fins al punt de que la turmenta va convertir la plana en un fangar intransitable on els cavalls no es podien moure. Tot i així els guerrers de Timur es van disposar a lluitar amb les espases. El mag Yedchy va ser capturat i se li va tallar el cap, moment en què la pluja va aturar. Timur va ordenar la carrega i van dispersar l'enemic i va fer sonar els tambors de victòria. L'estendard (tugh) dels jats, que portava amir Shams al-Din va marcar la retirada i el van seguir les tropes; Timur amb dos mils cavalls es va dirigir contra forces enemigues la meitat de fortes, que van lluitar però foren sobrepassades i van poder a l'estendard; la segona línia dels jats va venir a ajudar la primera línia ja trencada i la batalla va continuar del matí a la nit; dos mil jats i mil soldats de Timur van morir. A la seva biografia Timur no esmenta aquesta batalla, el que va indicar que, encara que la descripció de Petis de la Croix es optimista, probablement fou una derrota seriosa com prova que després van planejar emigrar a Khurasan. El cert es que el segon dia l'enemic era millor preparat i divisions separades dels jats van poder rebutjar les forces de Timur que es va haver de retirar a través d'un camp ple de fang i de morts seguit dels seus guerrers barles.
Yazdi no esmenta l'error de Husayn i atribueix totes les desgracies a la pluja causada per una pedra màgica que posseïen els mags mogols; dona a la batalla en nom de «batalla de Laï o dels tolls» i el situa el 30 de maig i 1 de juny del 1365 tot i que per l'error sistemàtic del traductor Patis de la Croix s’indica del 1375.; no obstant la pluja mes aviat sembla una turmenta típica de la primavera a les estepes, amb les quals els camps esdevenen un fangar i sovint el riu nega les terres planes a la vora com va passar en aquest cas; en aquesta situació evidentment era difícil lluitar amb tant de fang i tanta aigua. Diverses fonts esmenten com Jaku Barles hi va salvar la vida a Timur.

## Retirada cap a Kish (1365)
A la nit les tropes disperses es van reagrupar. Els oficials consideraven que a manca de cooperació de Husayn haurien de retirar-se cap a Kish. Timur va decidir que en endavant no compartiria més el comandament amb Husayn ni mai hi hauria dos generals en un mateix exèrcit. Les tropes foren dispersades per anar a Kish pel seu compte i reagrupar-s'hi, i així es va fer. Husayn va acampar a uns quart quilòmetres, avergonyit per la seva conducta. Husayn suggeria reunir les forces i travessar el riu Oxus/Jihun per marxar al Khurasan, però Timur va apel·lar al seu honor i ho va rebutjar. Husayn va marxar a Sali Sarai, va reunir tota la seva tribu i van anar cap al sud del riu a esperar a veure si els jats hi arribarien, i si ho feien van decidir anar a l'Índia.
Timur es va quedar. Se’n va anar cap a Samarcanda, va comprovar que la ciutat podia aguantar un setge i va seguir cap a la Ciutat Verda per aixecar un nou exèrcit mentre els jats s’ocupaven en assetjar Samarcanda. Cal esmentar que la princesa Aljai (Oljei Terken), esposa de Timur, havia fet d'infermera dels ferits en les operacions de la guerra. Timur va fortificar Kish (Ciutat Verda) i va reunir un exèrcit de dotze regiments (tres d'ells manats per Timur Khoja, Janjy Bahadur i Abha Bahadur; els jats van arribar a Kukeng, al districte de Samarcanda i els tres regiments foren enviats a la zona. Daud Khoja i Hindushka, amb el comandament d'altres dos regiments, hi van ser enviats al darrere; però una vegada reunits els cinc regiments passaven el temps en beure i fer festa.
Llavors va córrer el fals rumor, propagat per un oficial emborratxat, que Timur planejava eliminar-los a tots després de derrotar els jats i els soldats, espantats, es van dispersar i la major part van acabar al campament dels jats. La guàrdia avançada dels jats va trobar a diversos desertors que els van guiar a les posicions de Timur Khoja i Abas o Abha Bahadur que van oferir una lleu resistència i van fugir.

## Timur passa al sud del riu Jihun (1365)
Timur llavors va prohibir el vi. Qui fos sorprès bevent-ne se li feria beure plom fus i els seus bens serien confiscats. La situació era insostenible per Timur i va acabar passant el riu cap a Balkh i va acampar a la vora del riu Amu (Jihun). S'hi van reunir les diferents tribus disperses, les tribus de Kebeg Khan i Eltxi Bugha Sulduz. Els jats ja eren a les portes de Samarcanda. Timur va acabar de passar les seves forces a l'altre riba del riu.
Va ordenar la mort de Timur Khoja, que acabava de retornar, però a petició de molts altres amirs i caps finalment el va perdonar i només li va imposar una multa. Samarcanda no era una ciutat fortificada i no tenia ciutadella. Els habitants es defensaven com podien i les lluites eren diàries. Els notables locals (Mulazade Samerkundy o Mawlana Zade Samarcandi, Mawla Khurdek Imam Bokhari, Abu Beker Kelevi... demanaven a Timur atacar per allunyar els jats i aquest es va veure en la necessitat de retravessar el riu amb els set mil homes que li romanien.

## La sort de Timur (1365)
Planejava o be un atac nocturn al campament combinat amb una tàctica de terra cremada a l'entorn, o be un atac sense cap desgast al territori. Però abans de decidir va arribar la noticia de que una plaga afectava els cavalls i que els jats s’havien hagut de retirar. L'avantguarda sota Abas Bahadur va avançar cap a Samarcanda seguida de la resta amb el mateix Timur. Els jats aleshores, sense de cavalls, van preferir fugir cap al desert. Timur els va perseguir però quan els va trobar estaven en condicions tant deplorables que els va deixar en pau. Va enviarJaku Barles a ocupar de Samarcanda
Timur era un bon jugador d'escacs i en aquest temps se’l va poder veure fer diverses partides, quasi sempre sol ja que sempre guanyava els seus oficials. També era un home amb sort i una nova mostra de fortuna fou el que va passar a Samarcanda, que quan resistia als jats i aquests ja entraven a alguns barris, una plaga va afectar els seus cavalls i es van haver de retirar.
Derrotats els jats, es va establir una mena de govern compartit entre Tamerlà i Husayn, però fou aquest darrer que es va fer amb el domini de Samarcanda i de bona part de Transoxiana. La disputa pel poder entre els dos homes va durar més de cinc anys amb moments de guerra i altres de reconciliació. El 1368 es van reconciliar per fer front al perill que suposaven encara els jats, però la lluita va tornar a esclatar entre ambdós. El 1369 Tamerlà va ocupar Balkh i va prendre el títol d'amir de Transoxiana (Mawara Nahr) el 8 d'abril d'aquest any si bé el príncep txagataïda Suyurgatmix, fill del difunt kan Tughluk Timur de Mogolistan, restava kan de Txagatai, i nominalment Tamerlà hi estava sotmès. Tots aquests esdeveniments es relaten extensament a la biografia d'Amir Husayn.

## Timur després de la victòria de Balkh (1370)
Després que Timur es va imposar a Amir Husayn i aquest va ser executat (1370), alguns clans i tribus, com els caps Suldus i Jalayir i els badakhxanis volien tornar a l'antiga divisió per tribus sense un cap suprem encara que fos un diputat d'un kan genguixhànida sense poder; altres preferien un líder fort per evitar la tornada dels jats. Hi havia tres pretendents a la direcció suprema. El primer era Muhammad Shah de Badakhxan, un dels prínceps d'aquest país. El segon amir Kai Khusraw Khuttalani, que era gendre del Khan del desert Kiptxaq i governador de Khuttalan. El tercer, Shaikh Muhammad Sulduz, fill de Bayan Selduz, qui era el cap de diverses milers de famílies de l'horda dels Sulduz. El primer proposava dividir el país en quatre parts fraternalment i aliats per lluitar contra els jats. Muhammad Selduz va afirmar que cap dels pretendents podia ser elegit kan i que el príncep Suyurgatmix Aghlan, era de la posteritat de Genguis i havia de ser situat al tron, amb Timur com el seu diputat i comandant en cap. Es va votar unàniment per a Timur. Timur situa aquesta proclamació a l'any 771 de l'hègira. Com que aquest any 771 començava el 13 d'agost de 1369 i anava fins a l'1 d'agost del 1370 coincideix amb la presa de Balkh l'abril del 1370 i la seva proclamació a les poques hores (10 d'abril del 1370).
Timur acabava d'obtenir la victòria i era un musulmà creient, per la qual cosa finalment a tothom va acceptar el nomenament com a senyor de Transoxiana. Zain al-Din va prendre jurament a tots els caps de tribu, reconeixent Amir Timur con a gran senyor. Alguns genguixhànides havien governat nominalment els darrers anys: sota l'amir Qazaghan fou kan Bayan Kuli, que fou deposat i executat per Abdallah fill i efímer successor de Qazagan, que va nomenar com a kan Xah Timur que fou deposat i executat quan va pujar al poder Buyan Suldus; Adil Sultan Khan, proclamat en el període de co-govern entre Amir Husayn i Timur, va morir el 1364 i el proclamat per Amir Husayn, Kabul Shah Khan, va ser executat per les forces favorables a Timur; ara Timur va posar un altre de nom Suyurgatmish Khan.

## Govern de Timur a Transoxiana (1370)
Va ordenar reprimir els lleials a Husayn que van ser atacats abans que la cort se n'anés de Balkh i els presoners foren encadenats o decapitats i els seus edificis cremats o enderrocats fins als fonaments. També va ordenar mantenir la vigilància amb els jats del nord, que a partir d'aquell moment ferien una expedició anual. Timur es va adonar que els mongols no eren tant bons en combat quan es defensaven que quan atacaven i va emprar com a tàctica l'atac. Com a governador de Balkh fou designat Murad Barles, fill de l'amir Txugham Barles, amb un codi de conducta extens. El 7 de maig del 1370 va sortir de Balkh cap a Samarcanda; va acampar a la vora del Jihun a 7 fersukhs (s’indica 21 km però generalment el farsakh mesura al menys 4 km o sigui serien 28) i va esperar fins que va arribar la seva família i tot el pesat equipatge de l'exèrcit. A la comitiva es va unir Shaikh Husayn Sufi que havia vingut des de Coràsmia. Després va aixecar el camp i en va establir un segon a Kish.
El campament de Kish es va establir a la plana de Kushmiq a la vora del riu Qashqa. Alli va rebre els notables locals Va realitzar diversos nomenaments: Amir Daud, com a governador (daruga) de Samarcanda i cap del diwan o consell, l'amir Jaku Barles dels Barles, nomenat ajuda de camp (tavachi); altres caps militars també van rebre el càrrec de tavachi: Iskander, Abas Bahadur, Saif al-Din, Alem Shaikh, Alafi Kutxin, Ardaxir Kutxin, Kumar Inak (germà de Temuke Kutxin); com amirs del diwan va designar a Sarbugha, Husayn Barles, Ak Bugha, Hajji Mahmudshah, Eltxi Bahadur i Dolerkha Bahadur. També va designar un bon nombre de mukadam sipah de l'exèrcit (equivalents a capitans o tinents). Entre els comandants militars esmentem el mogol Khitai Bahadur (abans un cap jat) i l'àrab Shaikh Ali Bahadur. Entre els individuals que havien passat al seu costat hi havia Bayan ibn Bikijuk, fill de Bikijuk, que agraïa que Timur hagués salvat la vida del seu pare després de fer-lo presoner.
Al cap de dos mesos es va traslladar a Samarcanda, on el divendres 8 de maig la khutba fou llegada en el seu nom i en commemoració va ordenar construir una mesquita. La ciutat fou declarada capital de l'Ulus Txagatai (Transoxiana o Mawara al-Nahr). Samarcanda en va esdevenir la capital per sempre. S'hi va construir l'anomenat Ak Saray o Palau Blanc. Els edificis que es van construir molts eren en blau que era el color preferit dels turcs-tàtars i la ciutat fou a vegades anomenada Gok Kand (Ciutat Blava)
A Samarcanda va formar un Consell i va elaborar un codi regulador del seu govern; qualsevol reclamació contra Timur es podia presentar i havia de ser coneguda també cada persona coneguda d'ell des de la infantesa als que hagués concedit càrrecs o favors o qui hagués conegut, amic o enemic, per actuar de manera uniforme per a tots; als seus servidors els va prohibir canviar les ordres que ell donava per cap motiu i qui fos culpable de donar ordes contraries seria castigat; un codi va regular els pagaments d'oficials i soldats i regles pel conferiment de títols i alts càrrecs. Les regulacions serien escrites i regularien les assemblees públiques, les maniobres militars o la conducta dels soldats envers els seus companys per a la maniobra d'exèrcits al camp durant la guerra i per a la conducta dels meus soldats envers els seus companys. Al primer consell va fixar les subvencions permanents (Syurghelat) de terres amb fins benèfics, i va designar Sayyid Abd Allah com a superintendent (sud) d'aquesta institució i magistrat en cap dels Sayyids; Sayyid Abd al-Rahman fou designat cap dels afers religiosos (Shaikh al Islam) i Sayyid Zia al-Din, jutge en cap; Akbugha fou designat supervisor d'edificis. Va ordenar que, en totes les cerimònies, els mushykh i ulemes havien de seure a la seva dreta però entre ells es van disputar quin dels dos havia de seure mes proper al tron. Mentre es feia l'Assemblea, es va presentar un ambaixador de Sayyid Ali el wali governant de Mazanderan, amb un missatge del seu senyor. Sayyid Ali fou explicada seria descendent del Profeta. En aquest mateix consell, el govern de Samarcanda fou confirmat a Amir Daud. Amir Jaku Barles va rebre diverses insígnies pels seus serveis igual que altres caps. Husayn Barles fou nomenat president del Consell. El gran segell fou per Ak Timur, i altres càrrecs van anar pels amics propers de Timur. Samarcanda, Bukharà i les seves dependències van ser eximits de taxes.
Pel mes de juny es va convocar un kurultai a Samarcanda a la qual havien d'assistir tots els caps de l'ulus Txagatai. Tots ho van fer excepte un, Zinda Hasham Apardi, amir de Sheburgan, fill de Muhammad Khoja Aparti, que va entrar en rebel·lió.
Per cimentar el seu poder Timur es va casar, devers l'estiu del 1370, amb l'esposa de Husayn, Sarai Mulk Khanum, dona de gran bellesa i que havia estat al costat del seu marit en els moments durs com ho havia fet també la primera esposa de Timur. Ella era descendent de Genguis Kan (era filla de Ghazan Khan) el que donava dret a Timur a portar el títol de Timur Güregen en turc o Timur Gurigan en mongol (Kurgan, Kergen i altres variacions, o sigui Timur gendre) i eventualment devia suposar poder administrar territoris en nom del kan. Timur de fet va conservar el modest títol d'Amir (comandant o general) a vegades complementat amb Buzurg Amir (Gran Amir) o Kalan Amir (Gran [alt] Amir). Mai va usar el títol de sultà i se l'anomenava habitualment com “senyor Timur”

## Vigilància als mogols (1370)
Per vigilar un eventual retorn dels mogols a Transoxiana, Timur va enviar alguns emirs al nord, per apoderar-se dels seus ramats i dissuadir qualsevol incursió. Quan els amirs enviats al nord va trobar les terres buides van pensar que la seva tasca havia acabat però quan tornaven es van trobar a uns altres amirs que anaven al nord i que els van dir que anàvem a buscar les hordes de jat, les que ells no havien trobat. Els dos amirs es van enfadar però finalment van pensar que era millor acompanyar al segon grup. Van estar un any fora.

## Primer incident del regnat de Timur: revolta d'Amir Musa i Zinde Khusham (estiu del 1370)
Vegeu article: "Revoltes de Musa Taychi'ut i Zinda Hasham Aparti"

## Primera expedició al Mogolistan el 1371
Vegeu: Primera expedició de Tamerlà al Mogolistan el 1371

## Revolta de Kepek Timur (1371)
Vegeu: Revolta de Kepek Timur

## Segona expedició al Mogolistan de 1371
Vegeu: Segona expedició de Tamerlà al Mogolistan el 1371

## Primer conflicte de Tamerlà amb Coràsmia (1371)
Vegeu Primer conflicte de Tamerlà amb Coràsmia (1371)

## Segona expedició de Tamerlà a Coràsmia (1372)
La segona expedició de Tamerlà a Coràsmia (1372) fou una campanya militar de Tamerlà contra el rebel Yusuf Sufi, senyor de Coràsmia.
Sultan o Shah Mahmud, fill de Kai Khusraw Khuttalani, havia abandonat Samarcanda per ordre del seu pare que conspirava contra Tamerlà, i s'havia dirigit (1371) acompanyat d'Abu Ishaq, fill de Khidr Yasauri, i Hajji Mahmudshah Bukhari, a la cort de Coràsmia; allí van aconseguir convèncer a Yusuf Sufi de continuar la rebel·lió del seu germà Husayn Sufi (mort el 1371). Al final de la tardor de 1371 Yusuf va reocupar Kath confiant en les promeses que li feien el fill de Kay Khusraw i els altres conspiradors. Els agents de Jahangir ibn Timur al regne de Coràsmia foren expulsats i els corasmis van tornar a la rebel·lió 
L'any 1372 Timur va reunir les seves tropes prop de Karshi (Nakhab) i de Xahrisabz, i va sortir de Samarcanda amb l'excusa d'una cacera però decidit a fer una incursió a territori de Coràsmia per venjar-se de Yusuf Sufi. A la plana de Karshi va convocar una assemblea de nobles i religiosos on va fer comparèixer a Ky Khuseru; aleshores va exhibir el tractat secret d'aquest amb Yusuf Sufi; Ky Khuseru es va veure descobert i va confessar i va acceptar el càstig que li fos dictat; fou privat del comandament de l'Horda Khuttalani que fou donat a Muhammad Mirak (o Mirka), fill de Shir Bahram, de l'altra branca familiar amb la que justament existia una gran enemistat; a Muhammad també li va entregar a Ky Khuseru perquè fes amb ell el que volgués. Després es va dirigir a Coràsmia passant el desert.
Yusuf Sufi, assabentat de la sort del seu aliat i de l'arribada de Timur, va enviar un ambaixador a pregar als caps i a Jahangir ibn Timur a intercedir pel seu perdó. També va enviar a la seva neboda, Khan Zade, amb una comitiva i regals (or, gemes, pells fines, setinats, tapissos ornats, i fins i tot un tron daurat), per a ser confiada a Jahangir. Khan Zade era molt expressiva i va demanar el perdó pel seu oncle a Timur. Aquest va accedir i va confiar el regne de Coràsmia a Jahangir ibn Timur però Yusuf Sufi l'administraria per delegació, tornant després a Samarcanda. Amir Yadghar Barles (descendent de Lala, fill de Karaxar Noyan), Daud Dughlat i l'amir Oljeitu Apardi foren els encarregats de portar la núvia Khan Zade a Samarcanda on fou rebuda per les principals dones de la família timúrida entrant amb tot honor i pompa. Després es va celebrar la cerimònia nupcial en presència dels sayyids i ulemes. D'aquesta manera es va estendre el domini de Timur a la zona que no havia estat governada anteriorment per Qazaghan; els jalayirs occidentals es van reunir als seus parents jalayirs situats a l'ulus de Txagatai i al Mogolistan.

## Enllaç de Jahangir ibn Timur (1373)
El 1373 Jahangir es va casar amb Sevinj Beg Khanzada (Khan Zade), neta de Janibeg Khan, príncep de la casa genguiskànida de Joci, filla de Husayn Sufi i neboda de Yusuf Sufi de Coràsmia.

## Tercera expedició de Timur al Mogolistan (1374)
Vegeu: Tercera expedició de Tamerlà al Mogolistan el 1374

## Tercera expedició de Timur a Coràsmia (1375)
Vegeu: Tercera expedició de Tamerlà a Coràsmia (1375)

## Quarta expedició de Timur a Mogolistan (1376)
Vegeu: Quarta expedició de Tamerlà al Mogolistan (1376)

## Mort de Jahangir (1376)
Timur tenia noticies de que la salut del seu fill Jahangir ibn Timur s'havia agreujat. Va tornar ràpidament del Mogolistan i va arribar a Samarcanda (1376) on el seu seguici fou rebut per tots els notables vestits de negre que van comunicar que a causa de la malaltia que patia, el fill gran de Timur, Jahangir, havia mort. Tenia 20 anys i va deixar tres fills mascles (Muhammad Sultan, nascut de l'esposa Khan Zade, Jahan Sultan - nascut de la princesa Rukaya Khanika- i Pir Muhammad -nascut pòstumament de la princesa Bakht Malik Aga filla d' Ilies Yasauri) i diverses filles. Dos fills mascles van morir poc abans o poc després de morir Jahangir. Jahangir deixava una esposa embarassada que va donar a llum un mes i uns dies després al tercer fill, Pir Muhammad. Jahangir fou enterrat a Kish. L'amir Saif al-Din Barles, parent de Timur i, per tant, de Jahangir, disgustat per la mort del príncep, va demanar permís a Timur i se’n va anar a passar els seus darrers anys a l'Hedjaz, a la Meca.

## Rendició de Sarbugha i mort d'Adil Shah Jalayir (1377)
Els amirs Sarbugha Jalayir i Adil Shah Jalayir, que havien desertat el bàndol de Timur i després s’havien unit al kan de Mogolistan, portaven ja quasi dos anys vagant per les muntanyes de Jerahuk i veient que no tenien sortida van enviar un missatger reconeixent la seva culpa i demanant perdó. Khwaja Kukultash i Eltxi Bugha els van anar a buscar per portar-los a presència de Timur però quan els enviats de Timur van arribar a Otrar, Adil Shah espantat va tornar a fugir i es va refugiar a Aksuma (suposadament un castell que vigilava les planes de Kiptxak o Horda Blanca), però els turcs que habitaven en aquelles planes, van saquejar totes les seves propietats. Sarbugha Jalayir, que havia estat enemic declarat i obert de Timur, va restar i es va dirigir a la cort amb l'espasa penjada al coll en signe de submissió (així es feia habitualment). Timur el va perdonar i li va donar el comandament de l'horda de Jalayir, i es va comprometre a ser el guia de les forces contra els Jats. Poc després Timur va saber que Adil Shah estava a les muntanyes del nord de l'ulus i va enviar tropes a buscar-lo que el van matar a un lloc prop d'Aksuma, un castell o fortalesa que vigilava les planes del Quiptxaq. Amb l'entrega del tuman o horda Jalayir a Sarbugha, les tribus Jalayir, Sulduz i Apardi estaven sota direcció de fidels personals de Timur. Aquests fets devien passar entre avançat el 1376 i el 1377.

## Expedició al Mogolistan d'Umar Xaikh (1377)
Vegeu: Expedició al Mogolistan d'Umar Xaikh (1377)

## Cinquena expedició de Tamerlà al Mogolistan (1377)
Vegeu: Cinquena expedició de Tamerlà al Mogolistan (1377)

## Primer, segon i tercer intent de Toktamish per assolir el poder (1377)
Vegeu: l'article Toktamix

## Guerra contra la Horda Blanca (1377)
Timur va ordenar preparar a l'exèrcit. Va nomenar a Jaku Barles com a governador de Samarcanda durant la seva absència. Yazdi situa aquesta mobilització al final de l'any del cocodril mongol (778 de l'hègira) que correspondria al 1377 (maig de 1376 a maig de 1377). Com que era al hivern serien els primers mesos del 1377 i les tropes serien d'uns pocs milers d'homes. L'exèrcit de Timur va creuar el Sihun i va acampar prop d'Otrar. Urus Khan va acampar a Sagank, a un 120 km d'Otrar o a Sighnak a uns 40 km. Però va arribar una onada de fred, pluja i neu que va durar tres mesos i va mantenir els dos exèrcits aturats sense poder fer operacions. Al cap de tres mesos Timur va ordenar a Khetai Bahadur i Muhammad Sultan Shah del Badakhxan de fer un atac sorpresa nocturn amb 500 homes; es van trobar amb forces de Timur Malik, fill d'Urus Khan, formades per uns 3000 homes, i les van atacar; la lluita es va iniciar a la nit però ja s’acostava l'albada. Els amirs Yarek Timur i Khetai Bahadur van morir en la lluita i Eltxi Bugha va resultar ferit a la ma; Timur Malik va resultar ferit al peu. Finalment els mogols es van retirar quan es va fer clar. El contingent timúrida va poder tornar al campament on foren rebuts en triomf. Timur tot seguit va ordenar informar-se sobre l'enemic; Muhammad Sultan Shah va fer un presoner i l'amir Mubashir Bahadur en va fer un altre i per aquests dos presoners es va saber que dos oficials dels mogols, Ulug Satkin (el Satkin Vell) i Natxuk Satkin (el Satkin Jove), amb 100 cavallers, estaven buscant informació sobre l'exèrcit de Timur. Aquest dos germans es van trobar amb forces timúrides dirigides per Ak Timur (Uktimur) Bahadur i per Allahdad, que els van enfrontar; els timúrides van fingir un retirada passant sobtadament a l'atac i derrotant a l'enemic que va fugir; Kepek Wichi (Kebekji), nebot d'Ak Timur (Uktimur), que tenia el càrrec de yurtji (intendent), va empaitar a Natchuk Satkin (el Jove) i el va matar; l'amir Hindu Shah va perseguir a Ulug Satkin (el Vell) i el va fer presoner i el va portar a Timur. Urus Khan, potser per les dues derrotes menors o pel seu estat de salut, va decidir tornar al seu territori i va deixar el seu lloc al comandament a l'amir Karakesel que va completar la retirada. Quan Timur va iniciar la campanya ja no va trobar a l'enemic i va retornar cap a Kish, al seu campament habitual, on va romandre set dies.

## Naixement de Shah Rukh
El 28 d'agost de 1377 va néixer Xah Rukh. Yazdi diu que era un dijous catorzè dia del mes de Rabialker del 779 i el 14 de Rabi al Thani del 779 era efectivament un dijous i equival al 28 d'agost. Moltes fonts seguint a Yazdi consideren que era fill de l'emperadriu Sarai Mulk Khanum (Yazdi l'esmenta com Mehraban, “benefactora”) però segons Khwandemir, que va tenir accés a dades genealògiques del temps de Shah Rukh, la mare fou Taghay Tarkhan Agha de la tribu dels Kara Khitai, una concubina tadjik. Shah Rukh fou criat no obstant per Sarai Mulk Khanum.

## Timur estableix Toktamish com a kan de l'Horda Blanca (1378)
Vegeu l'article Toktamix.

## La situació a Pèrsia el 1378
En aquest temps va retornar de la Meca l'amir Saif al-Din Barles que va saludar a Timur i al que va informar de la situació política a Pèrsia. Aquesta informació fou valuosa pel conqueridor per la seva activitat en els següents anys.

## Casament de Timur (1378)
També durant aquest any Timur es va casar amb la princesa Tuman Agha, la filla de l'amir Musa Taychi'ut. Va fer construir per ella un palau als afores de Samarcanda, i va fer enderrocar els anomenats Dotze Jardins, construïts imitant els dotze signes del Zodiac, que van quedar convertits en un de sol, edificant un gran pavelló que es va anomenar com Baghi Beshir (Jardí del Paradís). Aquest any Timur va anar aviat a passar el hivern a Zengir Sarai.

## Conflicte de Coràsmia (1378)
Vegeu l'article: Conflicte de Coràsmia (1378)

## Quarta expedició a Coràsmia (1379)
Vegeu l'article: Quarta expedició de Timur a Coràsmia (1379)

## Kish segona capital
A finals del 1379 Timur va declarar a Kix com a segona capital de l'imperi, i va fer construir unes muralles i un palau que va anomenar Ak Sarai (Palau Blanc) per la blancura de les seves parets.

## Anys d'expansió

### Iran oriental (Mazanderan. Khurasan)
El 1380 Tamerlà va rebre la submissió dels Sayyid Maraixis del Mazanderan, d'Ali beg dels Ja'un-i Qurban i dels senyors xiïtes sarbadars de Sabzawar, però els kurt d'Herat van demorar la submissió. El 1381 es va sotmetre als Ja'un-i Qurban que s'havien revoltat i als kart d'Herat. Vegeu: Revolta i submissió dels Ja'un-i Qurban i Expedició i conquesta d'Herat (1380-1381). Khoja Ali Muayyad de Sabzawar va prestar homenatge a Tamerlà immediatement.
Timur va seguir cap a Isfarayin, que estava en mans d'un dels amirs d'Amir Wali de Gurgan i Astarabad. La ciutat estava emmurallada però immediatament es van obrir bretxes i els homes de Timur van poder entrar i massacrar a la guarnició i a gran part de la població; tots els edificis foren destruïts o cremats i la ciutat va quedar en ruïnes.
Al campament d'Isfarayin, Timur va escriure una carta a Amir Wali, que controlava Gurgan i Astarabad. En la carta li exigia anar a veure’l immediatament per agenollar-se al peu del seu tron, sense demora i sense excusa; en resum li exigia la seva rendició i l'amenaçava amb desgracies si desobeïa. Amir Wali va rebre la carta dels ambaixadors, se la va posar al cap en signe de submissió i es va comprometre a anar a la cort mobil de Tamerlà el mes aviat possible. Només Amir Wali, entre tots els caps, s’havia de fet negat a rendir-se; Amir Wali va demanar assistència al muzaffàrida Shah Shuja, que regia Fars (al sud), i al sultà jalayírida de Bagdad i Azerbaidjan Ahmed ibn Uways, però per descomptat no va arribar cap ajuda. Amir Wali es va veure obligat a entrar en un conflicte sense aliats, conscient que la derrota suposaria la mort.

### Conquesta del Juwayn (1381)
A l'estiu Timur va anar a una residència apropiada anomenada Ugul Yatu Yailak. Alli va romandre uns dies donant temps a l'exèrcit a avançar cavalls i equipatges i també a descansar un temps curt. En aquest temps també van entrar al Juwayn, per castigar el grup de lladres que havien atacat els Barles quan es retiraven cap a la zona i havien mort al seu cap Hajji Barles i al germà d'aquest Aideku o Ideku Barles entre d'altres. La senyoria hereditària de la regió fou concedida a Muhammad Dervix, fill d'Ideku i a Ali Dervix, net d'Hajji. Després d'això Tamerlà va tornar a Samarcanda a passar el hivern.

### Hivern a Bukharà
Quan els rius principals (Jihun i Sihun) es van glaçar Timur va anar a hivernar a les pastures properes a Bukharà. Com habitualment la hivernada devia durar fins avançat febrer del 1382.
Avançat l'any va morir després d'un temps malalta, la filla de Timur, Akia Begi, també anomenada Tagi Khan, que estava casada amb Muhammad Taychi’ut, fill de Musa Taychi’ut. Deixava només un fill, Sultan Husayn. Timur, a diferencia d'altres vegades, es va mostrar força afectat. L'enterrament va seguir el ritus musulmà però amb el màxim luxe. La inhumació fou a Kish. Timur va patir una depressió i no volia veure ningú. Va arribar la noticia de que Amir Wali havia fet aliança amb Ali Beg ibn Arghun Shah dels Ja'un-i Qurban, i que junts havien atacat a Khoja Ali Muayyad de Sabzawar i el tenien assetjat en aquesta ciutat, però ni això va fer reaccionar a Timur que va seguir ignorant el que passava al seu entorn.
- Vegeu Revolta i submissió dels Ja'un-i Qurban

### Revolta d'Herat i Isfizar (1383)
- Vegeu Revoltes d'Herat i de Isfizar (1383). Les revoltes d'Herat i d'Isfizar (Sabzawar d'Herat) van suposar la deposició definitiva de la dinastia Kart d'Herat (que no havia participat a la revolta): Tamerlà quan va saber dels problems a Herat, sense conèixer les causes de la revolta, va ordenar que Malik Ghiyath al-Din, el seu fill Ghuri ibn Ghiyath al-Din, el germà del primer Muhammad i Ali Beg ibn Arghun Shah, ex amir dels Ja'un-i Qurban, fessin les seves oracions abans de ser executats.[42]

### Mort de Dilshad Agha i de Kutluq Tarkhan (1383)
El 1383 va morir la princesa Dilshad Agha, esposa de Timur, que ja havia hagut de tornar a Samarcanda l'any anterior a causa d'una malaltia. La va seguir a la tomba la germana de Timur, Kutluq Turkhan Agha.

### Sisena expedició a Mogolistan (1383)
- Vegeu: Sisena expedició de Tamerlà al Mogolistan (1383)

### Timur torna a Khurasan (1383)
Al final d'estiu o inici de la tardor, Tamerlà va decidir tornar a Gurgan i Mazanderan. Després d'acampar i desacampar diverses vegades va arribar finalment a Tirmidh. Després de creuar el Jihun va acampar a la vora del Murghab. L'emir Jaku Barles, governador de Kabulistan, que acudia a visitar a Timur i retre comptes, va tenir l'honor de baixar el tapis del tron en aquest campament. Després el campament es va establir prop d'Herat, teatre d'una recent revolta d'un grup de guris, a la qual una part marginal de la població local li havia donat un cert suport. Alli es va informar sobre l'altre rebel·lió paral·lela, la de Shaikh Daud, que governava Sabzawar d'Herat (Isfizar). Miran Shah havia enviat a Sabzawar d'Herat a l'emir Ak Bugha des de Herat, seguit de prop per l'amir Hajji Saif al-Din Barles. Sabzawar fou assetjada i presa i molts rebels executats però Shaikh Daud va poder fugir a la fortalesa de Bedrabad, al cim d'una muntanya, on els van anar a assetjar els dos amirs. Timur llavors va decidir enviar una part de l'exèrcit comandat per Shaikh Ali Bahadur i Utx Kara Bahadur cap a Astarabad, per combatre a Amir Wali; i ell mateix va decidir marxar cap Isfizar i Sistan i fins a Kandahar ja que va tenir notícies de que els Nekudaris estaven fent actes de rebeldia.
- Vegeu Revoltes d'Herat i de Isfizar (1383)

### Submissió de Farah (1383)
Timur va passar per Farah on hi havia un petit principat. El príncep Inaltegin, que havia ja manifestat la seva amistat a Timur, però no havia fet acte de submissió formal, va sortir de la ciutat i es va dirigir al campament de Timur amb humilitat i clars signes de submissió.

### Devastació i conquesta de Sistan (1383)
- Vegeu: Devastació i conquesta del Sistan (1383)

### Conquesta del Zamindawar i guerra amb els Nekudaris (Desembre 1383 - Gener 1384)
- Vegeu Conquesta del Zamindawar i guerra amb els Nekudaris (desembre 1383-gener 1384).

### Submissió dels uganis (1384)
- Vegeu: Submissió dels uganis (1384)

### Conquesta de Kandahar (1384)
- Vegeu Conquesta del Zamindawar i guerra amb els Nekudaris (desembre 1383-gener 1384). Des de Kandahar es van fer expedicions a Kalat i Khuzdar; si bé la primera fou conquerida no es va conservar gaire temps; la segona probablement no va arribar a ser conquerida.

### Retorn a Samarcanda (1384)
Després de dominar Sistan, Zamindawar i Aracòsia (al-Rukhaj), ja no hi havia oposició a la zona. Zabulistan (amb Gazni) no presentava resistència a Timur i Kabulistan estava sota el seu ferm domini des de feia anys. Timur va nomenar governador de Kandahar a Saifel Barles. Saifel Nikudari va rebre el tuman dels Nikudaris. Com que Jaku Barles, governador del Kabulistan, havia mort durant el hivern, el govern fou concedit al seu fill Jahan Shah Bahadur. Llavors va llicenciar a les tropes i en catorze dies va arribar a Samarcanda. Fou rebut per tots els prínceps, princeses i demes notables. La tornava va coincidir amb el naixement d'un fill de Timur al que es va donar el nom d'Ibrahim Sultan, i pel que es van fer les normals celebracions. Però aquest príncep va morir poc temps després sent un infant. Estava concertat el matrimoni de la filla de Shah Shuja de Fars amb el net de Timur, Pir Muhammad ibn Jahangir. A meitat del 1383 Olajia Itu i Hajji Khoja s’havien desplaçat a Fars a recollir a la princesa i van arribar a Samarcanda els primers mesos del 1384. L'enllaç es va celebrar i acabat aquest, es va interposar una queixa contra Hajji Khoja, per crims en la darrera campanya (malversacions) i declarat culpable fou executat.

### Campanya de Gurgan i Astarabad (1384)
- Vegeu Conquesta de Gurgan i Astarabad (1384)

### Conquesta de Rayy i Sultaniya (1384)
- Vegeu Conquesta de Rayy i Sultaniya (1384)

### Incursió a Rustamdar (1384)
Tamerlà encara es va dirigir al Rustamdar, on els governants locals no el van voler enfrontar i van fugir. La regió fou saquejada pels soldats de Timur. En aquesta regió estava refugiat Amir Wali, a una població de nom Yalus. Va fugir d'allí i Timur el va perseguir cap a Amol i Sari, entrant pels camins de les muntanyes de Kuhistan. Els prínceps d'aquests llocs, Sayyid Kamal al-Din i Sayyid Raz al-Din van enviar als seus naibs amb regals i li van oferir un tribut important; no solament reconeixien la seva autoritat sinó que es van encunyar monedes d'or amb el nom de Timur i a totes les mesquites del país la pregaria es va fer en nom del conqueridor. Timur va acceptar i va posar als sayyids de Mazanderan sota l'autoritat del kan de Gurgan i Astarabad, Lukman Padshah.

### Hivern a Samarcanda (1385)
Conquerit l'Iraq Ajamita (Rayy, Sultaniya i altres), Mazanderan (Amol i Sari) i Rustamdar, Timur va considerar el moment de tornar a Samarcanda (principis del 1385). Va anar a passar el que quedava de hivern a Zendgir Sarai, al costat de Karshi. Allí va saber que Toktamish havia saquejat Tabriz.
Vers aquest any, i amb poca diferència, van morir Aktimur Bahadur, Umar Abbas i Muhammad ibn Sultan Shah. Ja una mica més tard va morir a causa de ferides rebudes en combat, l'amir sarbadar Khoja Ali Muayyad.

### Expedició al Petit Lur (1386)
- Vegeu Expedició al Lur-i Kučik (1386)

### Campanya de Tamerlà a l'Azerbaidjan (1386)
- Vegeu Campanya de Tamerlà a l'Azerbaidjan (1386)

### Primera i segona expedició de Tamerlà a Geòrgia (1386-1387)
En la guerra de fons que sostenien l'Horda d'Or i Tamerlà, car ambdós volien dominar l'Azerbaidjan, el rei Bagrat V de Geòrgia era aliat del kan Toktamish així que Tamerlà després de la campanya a l'Azerbaidjan i Armènia va entrar a Geòrgia, i va assetjar Tiblisi, i tot i l'ajuda als georgians de l'emir de Shakki Sidi Ali, la va conquerir el 21 de novembre de 1386. Bagrat va ser fet presoner amb la seva família i va fer veure que es convertia al islam però quan va guanyar la confiança de Tamerlà, va fugir. Tamerlà va intentar la revenja (febrer de 1387) en una segona expedició però davant l'amenaça de Toktamix es va retirar.

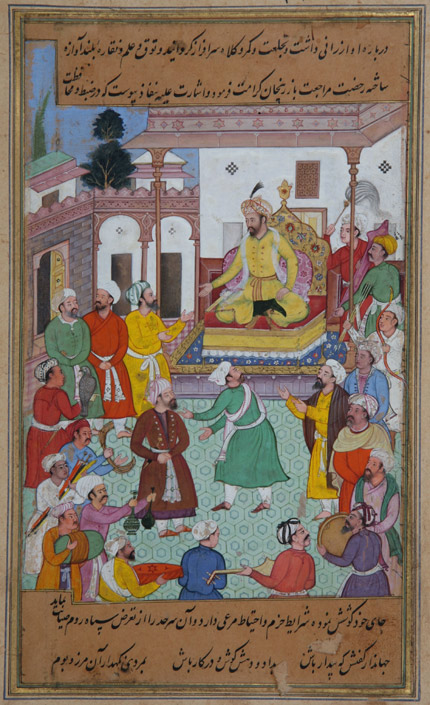
Tamerlà donant ordres sobre Geòrgia

- Vegeu Primera i segona expedició de Tamerlà a Geòrgia (1386-1387)

### Submissió de Shirwan i Gilan (1387)
- Vegeu Submissió de Xirvan i Gilan (1387)

### Comença el setge d'Alinjak (1387)
El 1387 Tamerlà va iniciar el setge de la important fortalesa d'Alinjak, al Nakhitxevan, en poder dels jalayírides. La fortalesa resistirà fins al 1401. Vegeu amb mes detall la història a l'article Alinjak

### Contactes amb Xina (1387)
No saben en quin moment exacte del 1387, però durant aquest any, Tamerlà sobtadament, va enviar una ambaixada a la Xina amb 2 camells i 50 cavalls com a tribut que seran seguides en els dos següents anys per nous enviaments de tribut (en cavalls). En total hi haurà 11 ambaixades entre 1387 i 1397. El canvi de política de Tamerlà envers la Xina es deuria a un desig d'incrementar les relacions comercials ja que se sap que l'any següent, 1388, quan l'exèrcit xinès va derrotar el darrer grup important de fidels de la dinastia genguiskànida a la batalla de Buyur Nor, entre els presoners hi havia molts mercaders de l'Àsia central que els xinesos pensaven que venien de Samarcanda i que foren portats a la capital on van obtenir permís per comerciar, si bé més tard foren reenviats a l'Àsia central quan l'emperador Hongwu va sospitar que podrien ser espies.

### Campanya contra els turcmans, Van, Erzincan i Kurdistan (1387)
- Vegeu Campanyes de Tamerlà contra els turcmans, Van, Erzincan i Kurdistan (1387)

### Submissió dels muzaffàrides (1387)
- Vegeu Submissió dels muzaffàrides a Tamerlà (1387). Les notícies dels atacs a Transoxiana per sufis de Coràsmia i guerrers de Toktamix (vegeu l'article Guerra a Transoxiana) van accelerar la tornada. La sortida del Fars es va iniciar el febrer de 1388 i l'arribada a Samarcanda no fou fins a l'octubre.

### Conseqüències de la guerra a Transoxiana (1388)
La derrota a Juklik (25 km a l'oest d'Otrar) el hivern del 1387-1388, requeria una actuació adequada per part de Timur. Era una de les poques derrotes de la seva carrera, tot i no estar-hi present ho considerava un afer propi. Celebrat el consell de guerra contra els caps militars, Berat Khoja Kukeltaix fou condemnat a tallar-li la barba, fou severament reprès, la seva cara fou marcada de color vermell i se li va posar una còfia com si fos una dona i amb la còfia va haver de passejar per la ciutat descalç per patir les burles de la població. Kurji Malik en canvi, que havia mostrat gran valor, fou premiat amb un principat hereditari i va rebre l'ordre o títol de terkan o tharkan (una dignitat a la que s’associaven certs privilegis. També Umar Xaikh va veure reconegut el seu valor. La següen conseqüència fou l'expedició a Kwarizm. Vegeu Cinquena expedicio de Tamerlà a Coràsmia (1388)

### Revoltes de Mireke i dels Boroldai (1388)
- Vegeu Revoltes de Mireke i dels Boroldai (1388)

A l'any següent (1388) va marxar contra els sufites que estaven ajudats per Toktamish, i va arribar fins a Bukharà però es va retirar. Llavors va passar a Pèrsia i va rebre la submissió formal de Muzafar Kashi d'Esfahan i de Shah Iaia de Yedz, establint-se una guarnició a Wsfahan. En canvi Zain al-Abidin Ali de Fars es va negar a l'acte formal de submissió, i Tamerlà va acordar negociar amb ell a Esfahan. Zain al-Abidin hi va anar i finalment es va poder acordar la pau a canvi d'un tribut important a pagar pels tres emirs muzafarides. Tamerlà va sortir de la ciutat. Tanmateix, en anar a cobrar el tribut, els recaptadors i la guarnició d'Esfahan van ser assassinats a traïció. Això va enfurir a Tamerlà que va marxar altre cop contra la ciutat i va matar a més de seixanta mil ciutadans, suprimint l'emirat, i tot seguit va avançar cap a Fars. Zain al-Abidin va fugir a Bagdad i Tamerlà va cedir els seus dominis al fidel emir muzafarida de Kirman, Sultan Ahmad. Es creu que Mansur de Lur-i-Buzurg també va fer submissió expressa per bé que no n'ha quedat constància, però a l'any següent (1388) l'atabek kurshídida de Lur-i-Kucik va haver de ser derrotat i empresonat i els seus dominis annexionats.

### Mort del kan (1388) i casaments dels prínceps (1388)
Mentre Timur estava d'expedició a Coràsmia el kan Suyurgatmish, que era a Bukharà, es va posar malalt i va acabar morint allí mateix. El seu cos fou portat a Kish on fou enterrat en un mausoleu que s’havia fet construir allí. A la seva tornada, Timur va donar la posició de kan al fill del difunt, Sultan Mahmud Khan. Després, seguint el precepte de l'Alcorà de que els homes s’havien de casar per tenir fills i multiplicar-se i va ordenar una festa massiva als Baghi Beitgh (Jardins del Paradís) en la qual els seus fills i nets i oficials es casarien: Shah Rukh (fill), Muhammad Sultan i Pir Muhammad (fills de Jahangir) van rebre esposes. Marozzi diu que es van casar els fills Umar Shaikh i Shah Rukh; es van casar amb princeses a las que les cròniques atribueixen una fabulosa bellesa. Acabada la festa Timur va llicenciar a l'exèrcit. Miran Shah va tornar al seu govern del Khurasan i Umar Xaikh a la vall de Fergana. Timur va romandre a Samarcanda per passar el hivern.

### Segona guerra de Transoxiana (1388-1389)
- Vegeu Segona guerra de Transoxiana (1388-1389)

### Revolta dels Ja'un-i Qurban i mort del darrer Kart (1389)
- Vegeu Revolta dels Ja'un-i Qurban i mort del darrer Kart (1389)

### Guerra del Mogolistan (1389)
- Vegeu: Guerra del Mogolistan (1389-1390)

### Hivern prop de Samarcanda (1389-1390) i Kurultai d'Akyar (1390)
Durant el hivern Timur va premiar a Sulayman Xah per diversos serveis donant-li la ma de la seva filla Sultan Bakt Begum, que era vídua de Muhammad Mireke. Des de Khurasan el príncep Miran Shah va venir a informar al seu pare dels afers de la seva província. El seu jove fill Abu Bakr fou promès a la filla de l'amir Hajji Saif al-Din Barles. Poc després va morir una de les esposes del pare de Timur, Kudak Khatun, que fou enterrada a Kish. Al final del hivern (1390) va retornar a Samarcanda; va passar per Karshi i va acampar a Akyar, a la plana de Kish i propera al riu Qashqa Darya
A l'inici de la primavera de 1390 es va convocar un kurultai a Akyar al que foren convocats tots els amirs i alts oficials de l'exèrcit, caps de tumans, caps de hazares, caps de centenes i capitans de desenes, i els governadors provincials. Es va celebrar també una gran festa amb tota mena de luxes que va tenir un alt cost econòmic. Es va ordenar reunir l'exèrcit més gran de totes les campanyes, de dos-cents mil homes, per enfrontar a Toktamix, exèrcit que va estar a punt ja avançat el 1390. Els tovachis que van rebre els compromisos de tropes foren Hajji Saif al-Din, Jahan Shah ibn Jaku Barles i Shams al-Din Abas o Abbas.
Timur va aprofitar el kurultai per donar-li en matrimoni al seu fill Umar Xaikh a la jove Sevinj Kotlugh Agha (filla de Shirin Beg) considerada noia d'extraordinària bellesa. Al final de l'assemblea, Miran Shah va tornar al Khurasan i Umar Xaikh a Andijan (Vall de Fergana). L'emperador va anar al prat d'Ilgazigage proper a Samarcanda.

### Continua la guerra al Mogolistan (1390)
Vegeu: Guerra del Mogolistan (1389-1390)

### Beilicats d'Aidin, Sarukhan, Mentese i Hamid (1390)
Mentre Timur lluitava a Orient estava sorgint un nou poder a l'oest del seu imperi: els otomans. El dèbil emir Isa d'Aidin, que ja era vassall otomà, després de la cessió de Ayasoluk es va haver d'exiliar a territori de Baiazet el Tro, el sultà otomà. L'emirat es va sotmetre sense lluita probablement el hivern del 1389 (1389-1390) ja que Bayazid va confirmar els privilegis venecians a Ayasoluk i Balat el 21 de maig de 1390.
La conquesta de Sarukhan seguida de la de Mendeixia, dirigida pel fill de Baiazet, Ertoghrul (Ertuker), el 1390, va permetre al sultà otomà estendre el seu domini per la costa oriental de la mar Egea. La població de Sarukhan fou portada al valiat de Filibe i Ertoghrul va quedar com a governador de Sarukhan (fins que a la seva mort el va succeir el seu germà Suleyman). Només Esmirna, possessió dels Cavallers de Rodes, es va mantenir fora del poder del sultà en la costa egea. A més el hivern del 1390 al 1391 Baiazet, responen a la crida dels notables d'Hamid, va ocupar aquest emirat.
El 1390 un capità venecià es va apoderar de Lepant, que pertanyia a la família albanesa Spata. No va rebre suport del senat i al final va haver de capitular i fou cegat.

### Primera gran expedició contra Toktamix (1391)
- Vegeu Primera gran expedició contra Toktamix (1391)

### Baiazet segueix creixent (1391-1392)
Baiazet I el Tro pretenia atacar l'emirat rival de Karaman, anima de la coalició anti-otomana. Yakub II de Germiyan (cunyat de Baiazet) que pretenia barrar-li el camí, fou derrotat i capturat, sent tancat A la presó d'Ibsili Hissar (Ipsala, 1391). Kutahiya i el seu entorn va esdevenir possessió otomana. Poc després era ocupat també l'emirat de Mendeixia (1391-1392). Antalya, darrera possessió de l'emir de Teke, es va rendir el 1392. Gràcies a la seva flota de recent creació (segons Ducas el 1391) Baiazet ara podia fer incursions a Quios i Eubea.
Karaman havia estat envaït pels otomans dues vegades. Després de l'ocupació de la ciutat d'Ali Shehir, les de Bey Shehir i Konya es van sotmetre. Però aquestes victòries encara no eren decisives ja que l'exèrcit havia d'operar lluny de les seves bases i Baiazet el Tro va acceptar signar la pau, bescanviant Konya amb la cessió de del nord-oest de l'emirat fins al Čarshembe Su. Aquesta pau no fou duradora i Ala al-Din de Karaman va aprofitar l'expedició otomana a Valàquia (1392) per recuperar les seves ciutats i capturar al beglerbeg d'Anatòlia Timurtaix (Timurtash), dirigint les seves forces sobre Ankara i Brusa. Això no ho podia tolerar Baiazet. Retornat a tota velocitat d'Europa, i aprofitant el cansament de l'enemic que s’havia allunyat de les seves bases va organitzar la contraofensiva: el beglerbeg Timurtaix (ja alliberat) va derrotar les forces de Karaman a la batalla de la plana d'Ak Čay a la que va segui la submissió voluntària de d'Ak-Saray, de Nigde, de Kayseriya, de Laranda i de Develi Kara Hisar i la conquesta de Konya, van entregar el país a Baiazet el Tro; Ala al-Din, fet presoner, fou executat per ordre de Timurtaix; els dos prínceps Ali Karamanoghlu i Muhammad Karamanoghlu van quedar presoners el que descartava una recuperació de la independència de Karaman per les armes.

### Nomenament del Govern de Kabulistan, Zabulistan i Aracòsia i casaments reials (1392)
Retornat Timur a Samarcanda, es va establir a la plana d'Akyar, entre Samarcanda i Kish. Allí va designar al príncep Pir Muhammad ibn Jahangir com a governador del Kabulistan, Zabulistan i Aracòsia, amb Kabul, Gazni i Kandahar i les terres a l'est fins a l'Índia i al riu Indus (persa Absend). Per formar part de la seva cort va designar a Kutb al-Din (cosí de Sulayman Xah), Bahlul ibn Muhammad, Dervix Barles, Islam Barles fill d'Eltxi Bugha Barles i altres.
Després d'aquest nomenament i altres disposicions menors, Timur va tornar a Samarcanda ciutat on va autoritzar el casament de diversos fills d'amirs amb princeses del seu rang; després va anar a acampar a la plana de Kanigh Gul on es feria una festa per la celebració d'aquests enllaços així com uns jocs. El seu net Pir Muhammad ibn Umar Xaikh i el seu germà Rustem també van contreure matrimoni en aquesta festa amb dues germanes filles de Ghiyath al-Din Terkhan; un altre net, Abu Bakr, fill de Miran Shah, va casar amb una filla de l'amir Hajji Saif al-Din.

### Campanya dels Cinc Anys (1392-1395)
- Vegeu Campanya dita dels Cinc Anys (1392-1396).

Aquesta campanya es va desenvolupar en menys de cinc anys i va tenir les següents fases:
1. Guerra contra els Sayyids de Mazanderan (1392)
2. Incursió a l'Iraq Ajamita i Kurdistan (1393)
3. Campanya de Lur-i Kučik (1393)
4. Campanya del Khuzestan (1393)
5. Campanya de Fars (1393)
6. Extermini dels Muzaffàrides (1393)
7. Retorn a l'Iraq Ajamita (1393)
8. Virregnat de Takhi-i-Hulagu (1393)
9. Campanya contra els turcmans (1393)
10. Campanya de Bagdad (1393)
11. Campanya del Kurdistan i l'Iraq Arabí (1393)
12. Campanya de Kirkuk i Mossul (1393)
13. Mort de Umar Xaikh (1394)
14. Campanya del Diyar Bakr (1394)
15. Alatagh i Awnik (1394)
16. Homenatge de Tahartan d'Erzincan i rendició de Baiazet d'Aydin (1394)
17. Tercera expedició de Tamerlà a Geòrgia
18. Xah Rukh governador de Samarcanda (1394)
19. Quarta campanya de Tamerlà a Geòrgia (1394)
20. Pèrdua de Bagdad i reforçament otomà (1394)
21. Relacions amb la Xina Ming (1394)
22. Segona gran expedició contra Toktamix (1395)
23. Campanya del Caucas (1395)
24. Campanya contra els kara koyunlu (1395)
25. Relacions amb la Xina Ming (1395)
26. Tamerlà a Xirvan i a l'Azerbaidjan (1396)
27. Conquesta de Sirjan (1396)
28. Revoltes de Yadz i Nihawand (1396)
29. Retorn de Tamerlà a Samarcanda (1396)

### Baiazet I el Tro continua la seva expansió (1393-1396)
El 1393 Bulgària va quedar en poder dels otomans. Baiazet va dirigir les seves armes cap al nord d'Anatòlia. Va sotmetre Kastamonu, Osmanji, el país de Jani i Samsun. Sulayman Bey o Suleyman II de Kastamonu (1385-1393) fou deposat i executat. El seu germà Mubariz al-Din Isfendiyar (emir de Sinope 1385-1402) va demanar immunitat a canvi d'esdevenir vassall i li fou concedida. Com a governador de Sinope havia ajudat a Khidr Shah Beg de Sarukhan, Ilies de Mendeixia i Isa i Omar Aidin d'Aidin a fugir a la cort de Timur. Giese i Geropoldi donen com a data per aquests fets el 797/798 (1395/1396) mentre que Sad al-Din dona el 795 (1393) que es adoptada per Zambaur.
El 1394 els Spata de Lepant, alarmats per les conquestes otomanes, van oferir la senyoria de Lepant a Venècia, que va declinar.

### Lur-i Buzurg (1395-1396)
El 1395 fou deposat l'atabek hazaràspida de Lur-i-Buzurg, Malik Pir Ahmed, i el govern fou confiat al notable Malik Uways, però després d'un temps presoner a Samarcanda, va ser perdonat i alliberat, però deixant als seus germans Afrasiyab i Mansur com a ostatges. Amb Lur-i-Buzurg, Lur-i-Kucik i Khuzestan (Xuixtar) es va formar un subgovern que va formar part del govern del Fars que havia estat confiat al príncep Pir Muhammad.

### Restauració d'Aiza a Mardin (1396)
Durant el retorn de Timur cap a Samarcanda, va arribar a Ardebil i va enviar a Siraz a l'amir Xaikh Nur al-Din per recollir la recaptació. L'amir Sevinjik Bahadur fou cridat a la cort. Timur va abandonar Ardebil i va anar a Sultaniya. Allí es va compadir del sultà de Mardin, Aiza o Isa, que portava tres anys lligat de mans i peus en una presó, i el va alliberar, li va donar una vesta i el va consolar; li va fer jurar fidelitat i llavors li va retornar el principat de Mardin (auxiliat per alguns amirs). Aiza va poder tornar a Mardin amb un diploma que li reconeixia el principat.

### La victòria otomana a Nicòpolis (1396)
La victòria otomana a la batalla de Nicòpolis el 26 de setembre de 1396, suposava un nou reforçament per Baiazet I que ara tenia el camp lliure per assetjar Constantinoble i deixava a Tamerlà i Manuel II Paleòleg va anar a Europa occidental per demanar ajuda mentre el seu nebot Joan Paleòleg, amb qui s'havia reconciliat, liderava la defensa de Constantinoble contra els otomans. Quan Tamerlà del Kanat de Txagatai es va dirigir a Anatòlia, Baiazet I va aixecar el setge per enfrontar-se a la batalla d'Ankara, en la que les forces de Tamerlà van derrotar a les forces de Baiazet, que fou capturat.

### Palau de Baghi Khemal (1397)
A la primavera del 1397 Timur es va traslladar a una casa de descans al nord de Samarcanda anomenada Baghi Khemal (Jadins del Nord); estava format per una residència i uns jardins magnífics però a mes el març de 1397, Timur va ordenar la construcció d'un palau que va dedicar a la seva neta la princesa Beghisi, la filla de Miran Shah. Es va construir en molt poc temps, però segurament només s’hi podien fer de moment algunes activitats i la construcció i decoració es va allargar mes temps.

### Xah Rukh virrei del Khurasan (1397)
La inauguració del palau va comportar com era habitual una festa en la qual Timur va anunciar que concedia el virregnat del Khurasan al seu fill Shah Rukh amb el títol de rei absolut de Khurasan, Sistan i Mazanderan fins a Firuzkuh i fins a Rayy. Després va designar diversos amirs per ocupar els principals càrrecs del nou regne, destacant Sulayman Shah. Shah Rukh va agrair al seu pare la concessió i va marxar cap al seu regne amb les tropes assignades; va passar el riu Jihun el mes de maig de 1397 i va anar a Ankhud. Alli se li va oferir una festa amb banquet; després va seguir a Txittxetu on fou homenatjat per Ak Bugha i altres amirs d'Herat. El 4 de juliol de 1397 va arribar a la plana de Kehdestan a tocar d'Herat i es va allotjar al palau de Bagh Zaghan (Palau dels Corbs), on va rebre als governadors de Khurasan, Mazanderan i Sistan que li van fer homenatge i regals. El 23 de novembre de 1397 va néixer un fill seu que es va dir Baysunkur (Baysunghur o Bay Shunkur o Bay Sonkor o Baysonghor). Un correu fou enviat ràpidament al seu pare Timur per informar-lo de la notícia.

### Campanya de Muhammad Sultan al Golf Pèrsic (1396-1397)
La campanya de Muhammad Sultan al Golf Pèrsic (1396 - 1397) foren una sèrie d'operacions militars encarregades per Tamerlà al seu net Muhàmmad Sultan ibn Jahangir per sotmetre la regió costera de Fars fins al Regne d'Ormuz.
En el informe de Muhammad Sultan sobre la campanya es diu que va seguir la via de Darabjirdi, després Tarum o Tarim (a la frontera del Fars amb Kirman), acompanyat de Jahan Shah i Saif al-Din, però aquest es va haver de quedar malalt a Kerbal. Va arribar a Hormuz exterminant a tots els que s'oposaven i allí se li va unir el príncep Rustem procedent de Kazerun i Fal. A més altres amirs havien sotmès diversos governants locals: l'amir Jalal Ahmad havia sotmès a Gehrom i Lar; l'amir Ideku Barles havia enfilat cap a Kirman i havia sotmés la província de Kigh i Makran, que va saquejar fins a la plana de Dasht Ali. Reunits tots a Hormuz van conquerir set fortaleses comercials. El rei d'Hormuz, Muhammad Shah, es va haver de refugiar a Gehrom i va demanar la pau que li fou acordada mitjançant un tribut anyal de 600.000 dinars. Ideku i el seu germà es van quedar a Jiroft per controlar qualsevol intent de revolta. El príncep aleshores va tornar a Siraz i d'allí al país que Yazdi anomena Khurestan i ha de ser Khuzestan. Hajji Saif al-Din, recuperat, es va dirigir a la cort via Yadz. Quan Muhammad Sultan tornava a la cort, un personatge que l'acompanyava anomenat Jamal al-Din al-Firukuí el va intentar matar però no li va sortir be i només el va ferir lleument; l'assassí va fugir cap a les muntanyes i va caure per un precipici i es va matar; els servidors del príncep que el perseguien, van trobar el cadàver i li van tallar el cap que van portar a Muhammad Sultan. El príncep va seguir el seu camí a la cort i després de passar per Burudjird i Hamadan, va passar cap a Rayy i el Khurasan en direcció a Samarcanda.

### Timur a la Ciutat Verda (1397)
Timur va abandonar Baghi Khemal a finals de maig de 1397. Va passar per Rebatyam i va arribar a la Ciutat Verda (Shahr-i Sabz) també anomenada Kish. Després d'una dies es va traslladar al palau d'Ak Sarai on va passar el mes de Ramadà (6 de juny a 5 de juliol), Després de la festa de Bayram (el corder) va anar a passar l'estiu a Sultan Artuje, un lloc fresc en unes muntanyes properes a Kish. Alli va arribar el seu net Muhammad Sultan, després d'haver fet una campanya al golf Pèrsic (vegeu Campanya de Muhammad Sultan al Golf Pèrsic (1396-1397), arribada que fou motiu d'una festa. Després van tornar junts cap a Samarcanda on també va anar la princesa Khan Zade que venia de Tabriz i que fou rebuda per Muhammad Sultan anant després a presentar els respectes a l'emperador al palau de Bagh Bulen proper a Samarcanda

### Arranjament de la pau amb Mogolistan (1397)
Khidr Khan del Mogolistan havia decidit canviar de política i aliar-se a Timur. Probablement les converses amb Mogolistan havien començat el 1396; vers l'estiu del 1397 l'afer ja devia quedar resolt. Timur va fer donació de diversos honors a Xam-i Jahan, fill de Khidr Khan i li va encarregar obtenir la ma de la filla de Khidr Khan, que segellaria l'aliança entre ambdós estats. Ghiyath al-Din Terkhan acompanyaria a Xam-i Jahan amb els regals per la núvia i el pare de la núvia. Tot seguit Timur va anar a acampar a la plana de Canighul (o Kanighul), no lluny de Samarcanda. La princesa Melket Agha va arribar des de d'Herat i va fer els regals preceptius a Timur; aquest va ordenar una festa amb assistència de tota la noblesa (reines, dames i princeses, prínceps, nevians, amirs i caps religiosos i descendents del Profeta); la música va córrer a càrrec personalment del gran músic Khoja Abd al-Kader al-Maraghi, autor d'un famós llibre de música. La festa va durar tres mesos. En la mateixa festa la princesa Beghisi Sultan, filla de Miran Shah i neta de Timur, fou casada a Iskandar Mirza, fill d'Umar Xaikh i també net de Timur, d'acord a les lleis alcoràniques i els preceptes de Mahoma; la princesa Khan Zade, amb permís de Timur, va retornar a Tabriz, passant per Bukharà. A la tardor Timur va ordenar la construcció d'uns jardins a la plana de Canighul que es van dir Baghi Dilkusha (Jardí que alegra el cor), que va dedicar a la seva nova reina.

### Palau de Baghi Khemal (1397)
Timur va anar a Taixkent a buscar la nova reina. Va passar el Sihun i va acampar a Dere Ahengheran, prop de Txinas. Timur va passar allí el hivern, però com que cada vegada apreciava mes el confort dels palaus, va fer construir habitacles de fusta confortables al costat del campament, que els mogols anomenaven Kuria. Va anar a una població no gaire llunyana anomenada Issi per visitar la tomba del Xaikh Ahmad Isaici, un dels fills d'Imanzade Muhammad Hanosi, tomba que estava parcialment en ruïnes i que va fer restaurar i embellir. Amb gran parafernalia va arribar el 2 de desembre de 1397 la princesa Tukhal Khanum i es va formalitzar l'enllaç de la núvia amb Timur esdevenint aquesta la Segona Reina per ser de sang genguiskànida; fou coneguda com Kitxik Khanum, la Senyora Menor (o Reina Menor). La boda va tenir l'assistència del gran muftí i altres personalitats religioses, i de la noblesa dels dos estats incloent prínceps, princeses, dames, nevians i amirs. Per aquests dies va arribar també una ambaixada de l'emperador de la Xina. Muhammad Sultan fou nomenat governador de la frontera del Mogolistan (Vall de Fergana) i li va encarregar de construir una fortalesa a Akhira (Achira). Com oficials principals de Muhammad Sultan va designar a Birdi Beg (fill de Sar Bugha), Hajji Saif al-Din, Kodadad Husayni i Shams al-Din Abas amb 40.000 cavallers que van venir per la zona de Mont Kulan i es van establir a Akhira.
Va restar al campament de Txinas fins al final del hivern, retornant després de creuar el Sihun per Khujend. Va arribar a Samarcanda, des d'on es va dirigir a Kish i va pensar en establir-se a una muntanya a uns 25 km de Samarcanda, sempre que hi haguessin edificis per habitar; hi va fer construir uns jardins i una casa de descans que va batejar com Takh Karatxe (El Tron Negre) però només hi va romandre dos dies i va marxar cap a Rebatyam on el príncep Shah Rukh que havia passat el hivern a Astarabad el va anar a homenatjar i li va fer els habituals regals; Timur va tornar a Kish i va anar a acampar a Eltxi Balek, prats on va passar uns quants dies ja que li recordaven els temps de la seva infància en la mateixa zona.

### Ambaixada de l'emperador de la Xina (1397)
A la Xina no es tenien notícies de l'ambaixada de Fu An, enviada el 1395 i es va decidir despatxar una nova ambaixada el 1397 per saber que havia passat. An Chi Tao va arribar al campament de Timur quan aquest estava preparant el seu casament, i fou detingut com li havia passat a Fu An, sense opció de tornar a la Xina (fins després de la mort de Timur). Això fa mes possible que Timur ja estigués pensant en atacar Xina però com s’ha dit el 1395 estava massa ocupat i el 1397 segurament ja havia decidit anar a l'Índia. Si la decisió de Timur fos així, la carta xinesa aportada pels ambaixadors el 1395 no seria pas la raó per la qual el 1404-1405 Timur va decidir l'expedició a la Xina; el to de la carta de Timur del 1394 era prou humil, i encara que el traductor la podia haver alterat, també és possible que tot fos fingit per part de Timur, La ambaixada del 1397 anava liderada per Chen Dewen.
An Chi Tao fou després enviat a una gira per les terres del Tàtar, estretament vigilat en tot moment. El seu desviament inesperat i forçós el va portar a l'oest fins a Tabriz, a Siraz, Esfahan i Herat. Va durar sis anys. Quan la seva ambaixada va acabar, va esdevenir una de les missions més llargues del món diplomàtic. L'ambaixador An va tornar a Pequín dotze anys després d'acomiadar-se del seu emperador.

### Índia

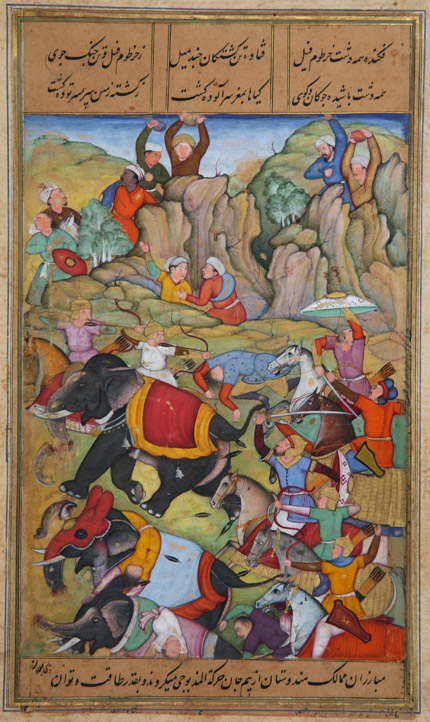
Tamerlà derrotant el soldà de Delhi

Tamerlà va envair el sultanat de Delhi el 1398. Després de creuar l'Indus el 30 de setembre, va saquejar Tulamba i va massacrar els seus habitants, i a l'octubre va avançar i va capturar Multan. La seva invasió no va tenir oposició, ja que la majoria de la noblesa índia es va rendir sense lluitar, però va trobar la resistència de l'exèrcit unit de Rajputs i musulmans a Bhatnair sota el comandament del rei Rajput Dulachand, Dulachand inicialment es va oposar a Tamerlà però quan estava molt premut va considerar la rendició, i en quedar fora dels murs de Bhatnair, tancats pel seu germà, va ser assassinat per Tamerlà, i la guarnició va lluitar i va morir fins a l'últim home, i la ciutat saquejada i cremada. Mentre marxava cap a Delhi, Tamerlà fou oposat per la pagesia jat, que saquejava les caravanes desapareixent als boscos.
Per por que es poguessin revoltar Tamerlà va matar uns 100.000 esclaus que havien estat capturats a la campanya índia, i la batalla va tenir lloc el 17 de desembre de 1398. L'exèrcit de Mallu Ikbal i del sultà Mahmud va marxar per les portes de Delhi per combatre. Les tropes índies es van situar amb els elefants al centre, cada una de les bèsties portant el seu mortal contingent d'homes armats fins a les dents. Els dos bàndols van aprofitar la formació tradicional emprada pels exèrcits musulmans en aquest moment, amb les ales esquerres i dretes, un centre i una avantguarda avançada. L'ala dreta índia anava manada per Taji Khan i Mir Ali Khoja; la esquerra per Malik Muin al Din i Maluk Hani; el centre anava manat pel mateix emperador Mahmud Xah Tughluq, amb Mallu Ikbal com lloctinent.</ref>Yazdi, Sharaf al-Din Ali. The history of Timu-bec (en anglès), 1723, p. IV,18.</ref> Com que els tàrtars tenien por dels elefants, Timur va ordenar als seus homes cavar un trinxera davant de les seves posicions i va carregar els seus camells amb tanta fusta i fenc com podien portar. Quan els elefants de guerra van carregar, Timur va incendiar el fenc i va punxar els camells amb pals de ferro, fent que carreguessin contra els elefants, udolant de dolor: Timur havia entès que els elefants s'espantaven fàcilment. Davant l'estrany espectacle de camells volant directes cap a ells amb flames que saltaven de l'esquena, els elefants es van girar i van caminar cap a les seves pròpies línies. Timur va aprofitar la posterior interrupció de les forces de Nasir-ud-Din Mahmud Shah Tughluq, assegurant una victòria fàcil. Nasir-ud-Din Mahmud Shah Tughluq va fugir amb les restes de les seves forces. La captura del sultanat de Delhi va ser una de les victòries més grans i devastadores de Timur, ja que en aquell moment, Delhi era una de les ciutats més riques del món. La ciutat de Delhi va ser saquejada i reduïda a ruïnes, amb la població esclavitzada. Després de la caiguda de la ciutat, van començar a produir-se aixecaments dels seus ciutadans contra els turco-mongols, provocant una massacre sagnant de represàlia dins les muralles de la ciutat. La invasió de Tamerlà i la destrucció de Delhi van continuar el caos que encara consumia l'Índia, i la ciutat no es podria recuperar de la gran pèrdua que va patir durant gairebé un segle.

### Situació a l'Àsia Menor el 1398 i 1399
Carles VI de França va concloure un tractat d'aliança amb el rei Jaume de Xipre per mediació de Joan de Lusignan, senyor de Beirut (7 de gener de 1398).
Kara Yuluk Osman, amir principal dels ak koyunlu, va derrotar i matar a Burhan al-Din, emir de Sivas i Kayseri, a la batalla de Kara Bel. Sivas fou assetjada i els habitants van demanar ajut al otomà Baiazet I que va enviar el seu fill Suleyman amb 20.000 cavallers i 9000 homes a peu. Però els assetjadors foren derrotats sense ajut per Zain al-Abidin Muhammad (fill de Burhan al-Din), i Kara Osman es va haver de retirar. Però al cap d'unes setmanes de regnat els otomans van entrar a Sivas i Zain al-Abidin va haver de fugir i refugiar-se amb el seu cunyat Nasir al-Din Muhammad Dulkhadir. Sulayman fou nomenat governador de Sivas. Amasya i Tokat es van sotmetre espontàniament a Baiazet I.
Seguint les peticions del jalayírida Ahmad ibn Uways de Bagdad i de Kara Yusuf, beg dels Kara Koyunlu, Baiazet I, aprofitant la mort del sultà mameluc Barquq (15 de juny de 1399) i la revolta del governador de Síria, des de la nova base de Sivas, va enviar tropes sota el comandament suprem de Suleyman, a conquerir posicions a la Vall de l'Eufrates. Malatya, Darende, Behisni, Divrigi i (al nord) Kemakh foren ocupades pel beglerbeg Timurtaix.
D'altra banda Baiazat havia tornat al setge de Constantinoble i el 1399 l'emperador Manuel II va acceptar abandonar la seva capital amb la flota genovesa que havia intentat evitar el setge otomà, i deixar la regència al seu nebot i rival Joan VII. La capital estava seriosament amenaçada pels otomans i buscava desesperadament ajut exterior contra Baiazet I Yilderim (el Tro o el Llamp, per la velocitat en que es movia entre els front oriental o d'Anatòlia i occidental o d'Europa Balcànica).
El 1399 el antic pres de Nicòpolis, Joan II Le Maingre conegut com mariscal Boucicaut, al front de 1200 cavallers i homes armats i quatre vaixells i dues galerva marxar a Constantinoble a ajudar la ciutat contra els turcs. Mercès un reforç de galeres venecianes i genoveses, de dos galeres de Rodes i d'un galió de Lesbos, va derrotar una flota turca de 17 galeres als Dardanels i va desembarcar a la capital imperial on fou rebut amb honors. Allí va efectuar algunes ràtzies al pas dels Naretes, a Dascilios (Daskylion) i a Nicomèdia (Izmid) que va resistir. Va assetjar Riva al Bòsfor que va ocupar, va desembarcar a Hieron i va destruir una flota de 20 vaixells turcs que bloquejava Constantinoble salvant així la capital de la gana i la factoria genovesa de Pera del desastre (els ports de la mar de Màrmara, arenosos, no podien substituir a la colònia genovesa). Va aixecar la moral dels grecs que es van adonar de la debilitat de la marina otomana

### Takhi-i-Hulagu (1399)
- Vegeu Bogeria i deposició de Miran Xah (1399)

### Nova derrota de Toktamix (1399)
Després de la decisiva batalla de Worskla (12 d'agost de 1399) on Toktamix i el príncep de Lituània Vitold, recolzats per un contingent moldau, van ser derrotats pel nou kan de Kiptxak Timur Kutluq, els tàtars van creuar Moldàvia - on el príncep Alexandre el Bo (1400-1432) era el vassall del seu aliat lituà - i Valàquia, i van arribar al Danubi. Chalcocondyles relata (ed. Bonn p, 1 00) que Baiazet I, accedint a la seva petició, els va establir colònies als seus territoris de Rumèlia a canvi de participar en les seves expedicions militars

### Campanya del Set Anys (1399-1404)
- Vegeu Campanya dels Set Anys (1399-1404).

Aquesta campanya estava planejada per durar set anys, però no va arribar a cinc (del setembre de 1399 a l'agost del 1404), i va tenir les següents fases:
1. Inici de la campanya (1399)

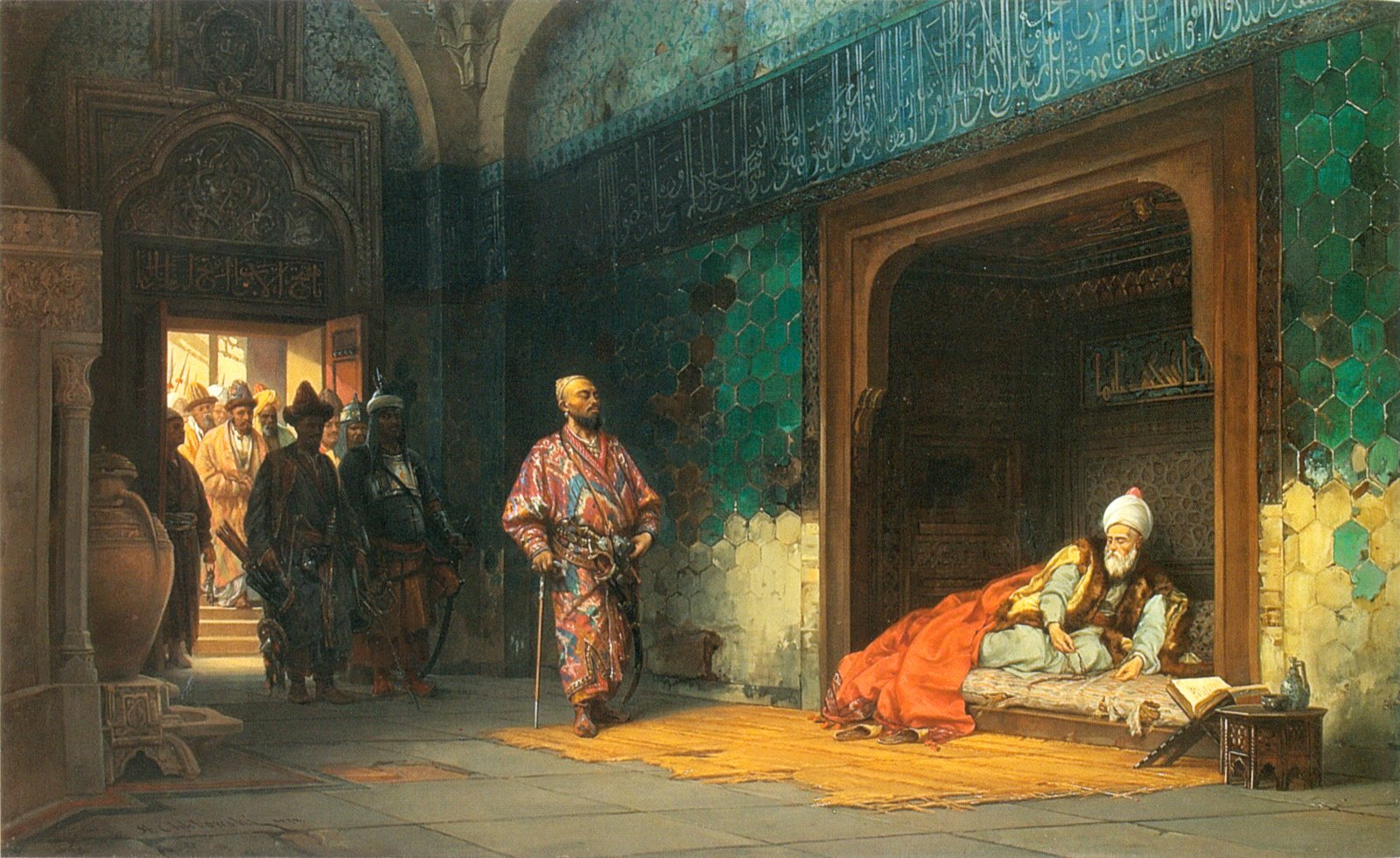
El soldà Baiazed fet presoner per Tamerlà (que és la figura central dempeus). Obra de Stanisław Chlebowski (1878.

2. Ruta de l'exèrcit del Khurasan (1399)
3. Ruta de Tamerlà (1399)
4. Hivern del 1399 a 1400
5. Guerra del Mogolistan (1399-1400)
6. Cinquena campanya de Geòrgia (1400)
7. Campanya de l'Iraq Arabí, Khuzestan i Bagdad (1399-1400)
8. La Xina dels Ming a la mort de Tai Tsu (1399-1400)
9. Sisena campanya de Geòrgia (1400)
10. Situació de l'Imperi Otomà el 1400
11. La campanya d'Anatòlia oriental (1400)
12. Conquesta de Sivas (1400)
13. Expedició a Dhu l-Kadr i a l'Eufrates (1400)
14. Conflicte amb els mamelucs (1400)
15. Campanya de Síria (1400-1401)
16. Campanya del Diyar Bakr (1401)
17. Campanya de Bagdad (1401)
18. Setena campanya de Geòrgia (1401)
19. Situació política de l'Imperi otomà i l'entorn (1401)
20. Hivern al Karabag (1401-1402)
21. Lluita per Bagdad (1402)
22. Guerra contra els otomans (1402)
23. Submissió dels mamelucs d'Egipte (1403)
24. Mort de Baiazet I (1403)
25. Mort de Muhammad Sultan (1403)
26. Deportació dels kara tàtars (1403)
27. Reorganització dels governs de Fars, Esfahan, Azerbaidjan i l'Iraq Arabí (1403)
28. Vuitena campanya de Geòrgia (1403)
29. Campanya de Bagdad (1403-1404)
30. Hivern al Karabagh (1403-1404)
31. Restauració de Baylakan (1404)
32. Revolta de Iskandar-i Shaykhi (1404)

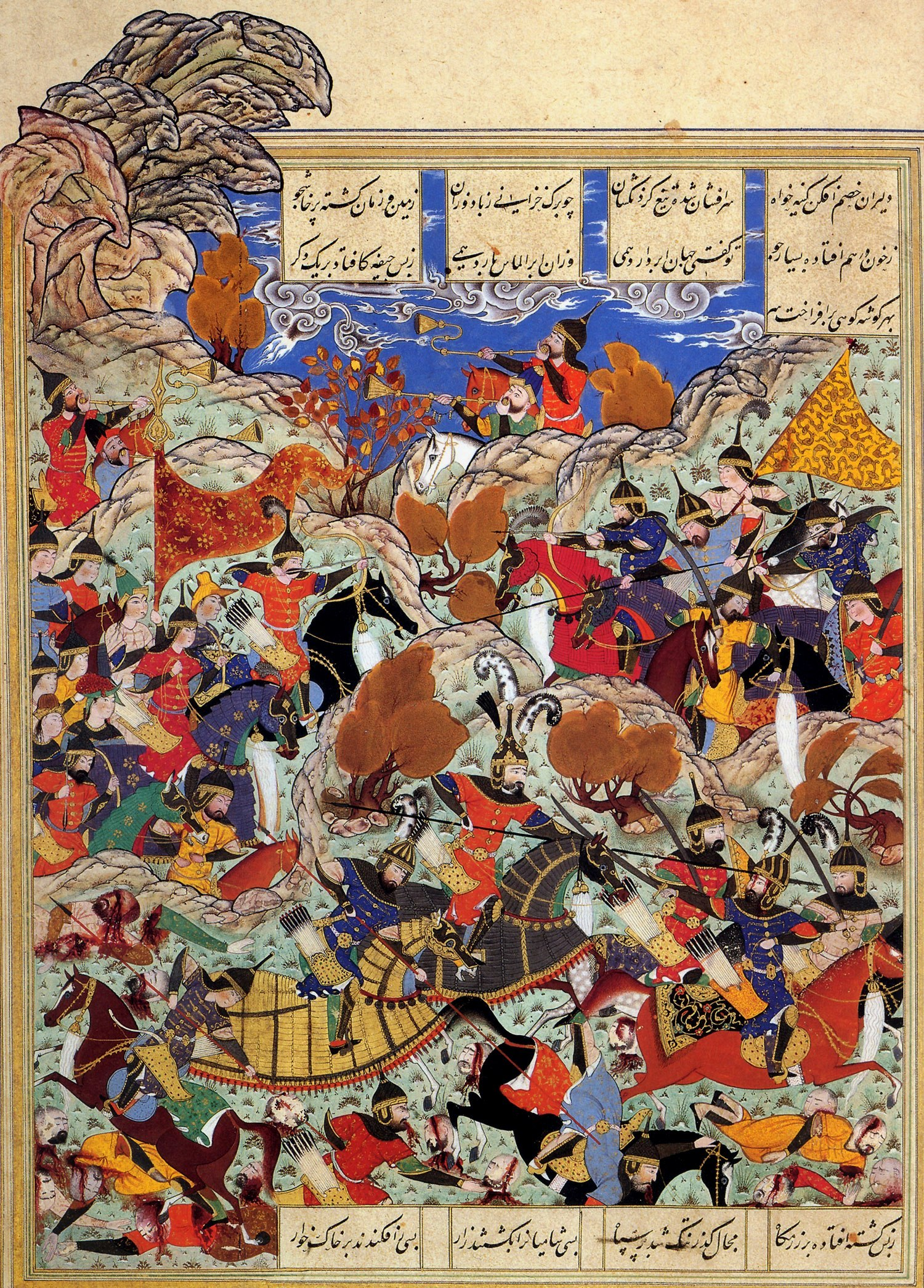
Batalla entre Tamerlà i el rei d'Egipte (Golestan Palace, Teheran)

33. Retorna a Samarcanda (1404)

## Darrers anys
Tamerlà va retornar a Samarcanda l'estiu del 1404 després de cin anys d'absència. No pensava descansar gaire, ja que ja havia ordenar preparar la següent expedició, aquesta vegada cap a la Xina
- Vegeu Expedició a la Xina (1404-1405)

Tamerlà va morir en el curs de l'expedició, a Otrar, el 14 de febrer del 1405.

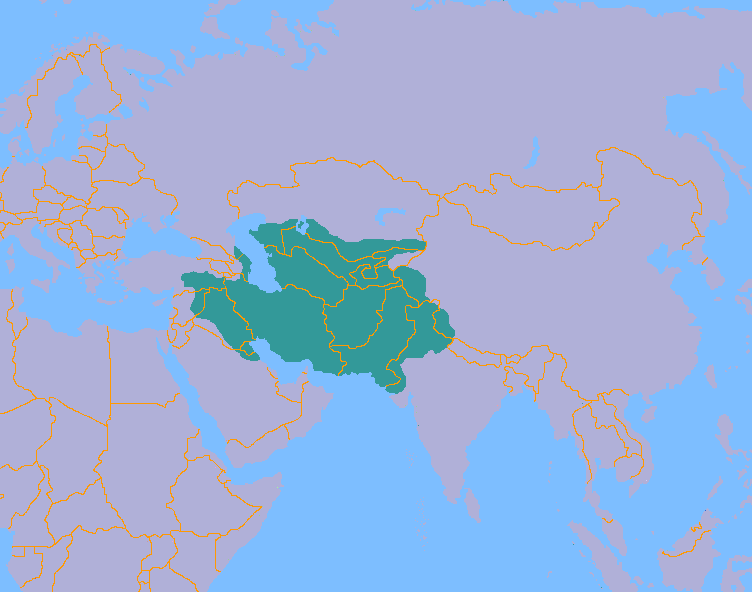
Extensió de l'imperi

- Vegeu Mort de Tamerlà (1405)

## Successió
La successió va ser disputada: el seu net Pir Muhàmmad ibn Jahangir, governador de Kandahar i Kabul, d'acord al testament havia de ser gran emir, però no fou reconegut; un altre net, Khalil Sultan, governador del nord-oest (d'Arran a Trebizonda) va tenir millor acollida. Abu Bakr va conservar el feu de l'Iraq-Arabí; Xah Rukh el Khurasan; Mirza Muhammad Umar el Takhi-i-Hulagu;; Xah Rukh, fill de Tamerlà, no va reconèixer al seu nebot Khalil, va negociar amb ells i acabarà prenent el poder quatre anys després (en les lluites va morir el 1507 Pir Muhàmmad de Kandahar, hereu designat per Tamerlà). Aprofitant les lluites entre Mirza Muhammad Umar i Abu Bakr, el djalayàrida Ahmad va tornar a Bagdad (1405) i va recuperar els seus dominis. Kara Yusuf, emir dels Qara Qoyunlu, amb l'ajut de l'emir de Bidlis Shams al-Din, va aconseguir derrotar el governador timúrida de Van i Hakkari, Izz al-Din Shir, i al governador Doladai d'Auniq o Awnik i també va recuperar les seves antigues possessions entrant a Kars, Aní i gran part d'armènia. Els Ak Koyunlu de Diyar Bakr es van fer independents. Els sayyids Marashi de Mazanderan també van recuperar el poder; i al costat els Baduspànides que només retenien Nur, van reconquerir Ruyan i Rustamdar. Coràsmia i Kirman van quedar semi independents. La dinastia local de Lur-i-Kucik va recuperar el poder; fins i tot l'emir Shaykh Ibrahim de Xirvan i Derbent es va fer independent.
- Vegeu: Successió de Tamerlà

## Les esposes i concubines de Timur
Sabem que la primera esposa fou Aljai, neta de Qazaghan (amir), la qual va morir el 1365. Sarai Mulk Khanum (1370) fou l'esposa principal, la Gran Reina, posició que li corresponia per la seva sang genguiskànida. Després n’hi va haver d'altres, per exemple el 1374 Dilshad Agha, filla de l'amir i kan Kamar al-Din, la qual va morir jove, 9 anys després (1383); el 1378 es va casar amb la nena de 12 anys Tuman Agha, filla d'un noble txagatai. El 1397, ja amb mes de 60 anys, es va casar amb Tukal Khanum, filla del kan Khidr Khoja, que va esdevenir Reina Menor. Ruy Gonzélez de Clavijo diu que el 1404 tenia 8 esposes inclosa la jove Jawhar Agha amb la qual s’acabava de casar a punt de complir 70 anys, però algunes mes l'havien premort- Khwandemir les fixa en 18, a mes de al menys 21 concubines. Wood diu que són 43 i en cita 42.
- Turmish Agha, mare de Jahangir, Jahanshah i Aka Begi;
- Aljai Turkhan Agha, filla de Moslama ibn Qazaghan, neta de Qazaghan i germana d'Amir Husayn; casats el 1357
- Sarai Mulk Khanum, vídua d'Amir Husayn, casats el 1379
- Islam Agha, vídua d'Amir Husayn i filla de Bayan Sulduz; casats el 1370
- Ulus Agha, vídua dAmir Husain i filla de Khidr Yasuri; casats el 1370
- Dilshad Agha, filla de Xams al-Din i de Bujan Agha; casats 1374
- Tuman Agha, filla d'amir Musa Tay'chiut i d'Arzu Mulk Agha (filla de Bayezid Jalayir); casats 1377
- Txulpan Mulk Agha, filla d'Hajji Beg Irkanut de Mogolistan
- Tukal Khanum, filla de Khidr Khoja, casats 1397
- Tolun Agha, concubina, mare d'Umar Xaikh Mirza
- Mengli Agha, concubina, mare de Miran Shah
- Toghay Turkhan Agha, dama kara khitai, vídua d'Amir Husayn; mare de Xah Rukh
- Tughdi Bey Agha, filla d'Aq Sufi Kungrat de Coràsmia
- Sultan Aray Agha, dama Nukuz
- Malikanshah Agha, dama Filuni
- Khand Malik Agha, mare d'Ibrahim Mirza;
- Sultan Agha, mare d'un fill mort a la infancia;
- Dawlat Tarkan Agha
- Burhan Agha
- Jani Beg Agha
- Tini Beg Agha
- Durr Sultan Agha
- Munduz Agha
- Bakht Sultan Agha
- Nowruz Agha
- Jahan Bakht Agha
- Nigar Agha
- Ruhparwar Agha
- Dil Beg Agha
- Dilshad Agha
- Murad Beg Agha
- Piruzbakht Agha
- Khoshkeldi Agha
- Dilkhosh Agha
- Barat Bey Agha
- Sevinj Malik Agha
- Arzu Bey Agha
- Yadgar Sultan Agha
- Khudadad Agha
- Bakht Nigar Agha
- Qutlu Bey Agha
- Nigar Agha (?)

## Fills i filles
- Jahangir, de Turmish Agha
- Umar Xaikh Mirza, de Tolun Agha
- Miran Xah Mirza, de Mengli Agha
- Xah Rukh Mirza, de Toghay Turkhan Agha
- Khalil (+)
- Ibrahim Sultan (+)
- Jahan (+)
- Agha Beghi (+ 1382), de Turmish Agha, casada a Muhammad ibn Musa, fill de Musa Taychi'ut
  - Sultan Husayn Taychi'ut (+1405)
- Sultan Bakht Begum (+ 1429/30), d'Oljay Turkhan Agha, casada amb Muhammad Mireke Khuttalani i, vídua, amb Sulayman Xah Dughlat
- Sa'adat Sultan, amb Dilshad Agha
- Bikijan, amb Mengli Agha
- Qutlugh Sultan Agha, amb Toghay Turkhan Agha

## Mapes
Aquesta secció enllaça amb els mapes historics de l'article "Muzaffàrida" on juntament amb el tema central es poden veure els mapes dels dominis de Tamerlà en els anys anteriors a 1394. A partir de 1394 els mapes dedicats exclusivament a Tamerlà són els següentes:

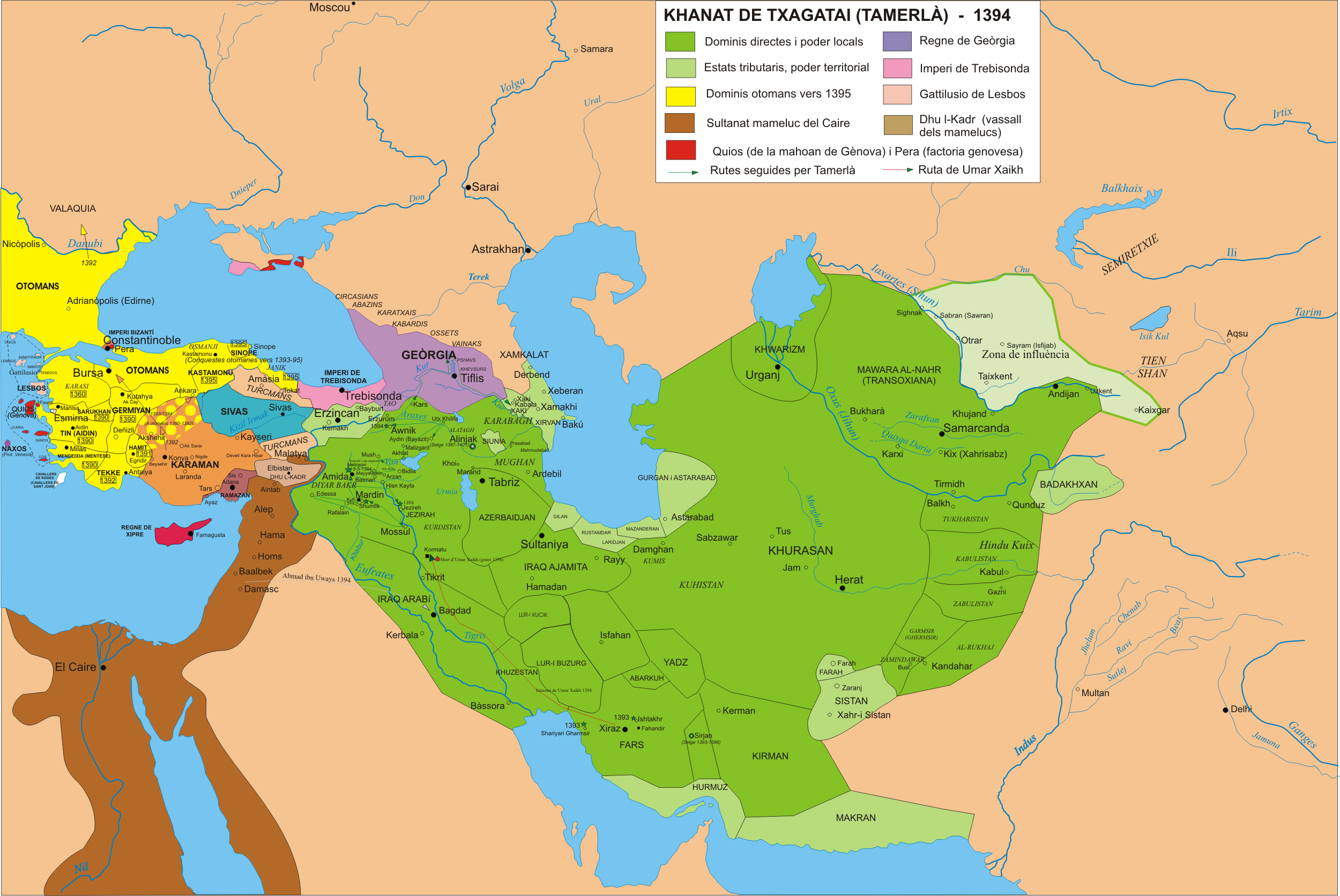
1394
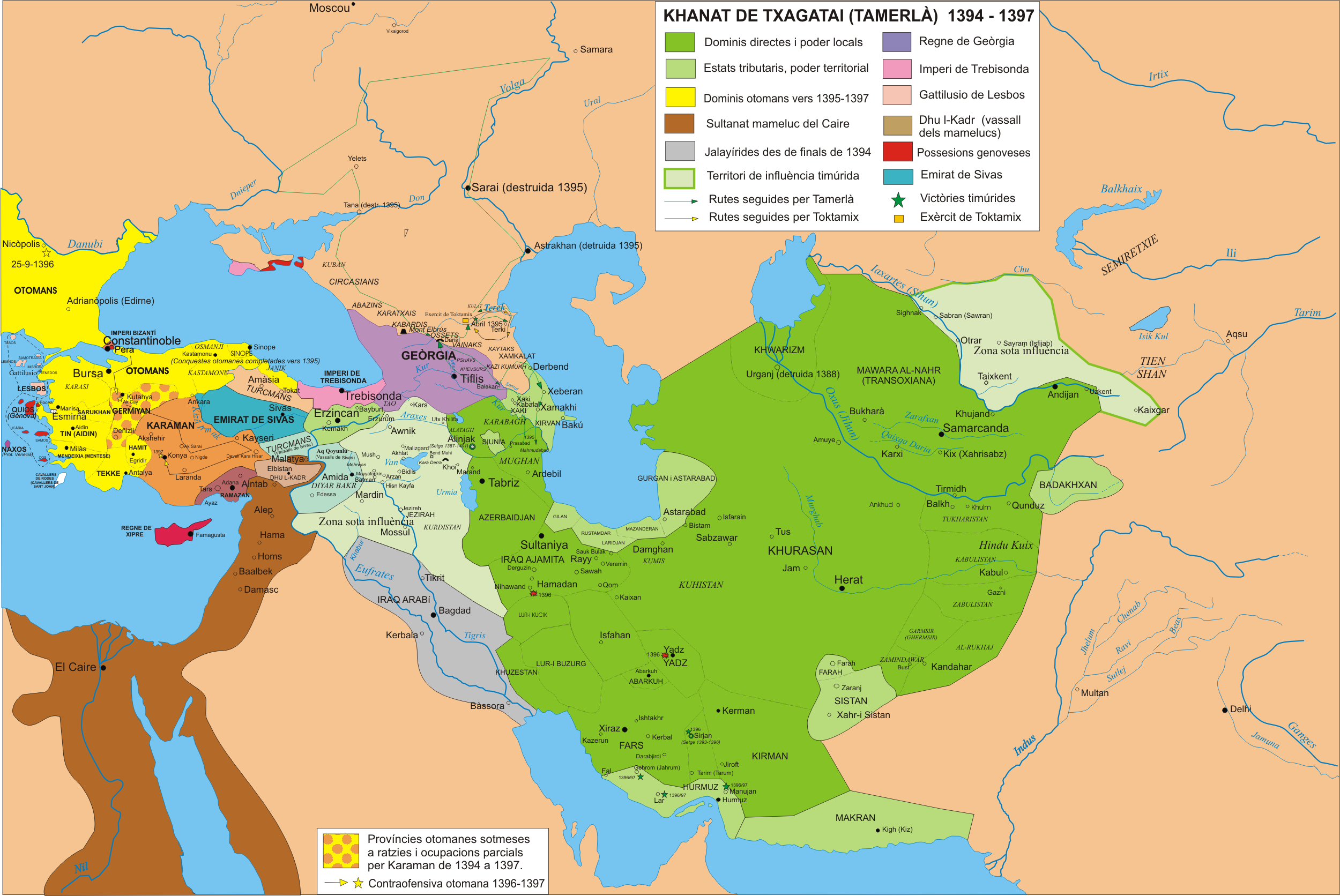
1394 a 1397
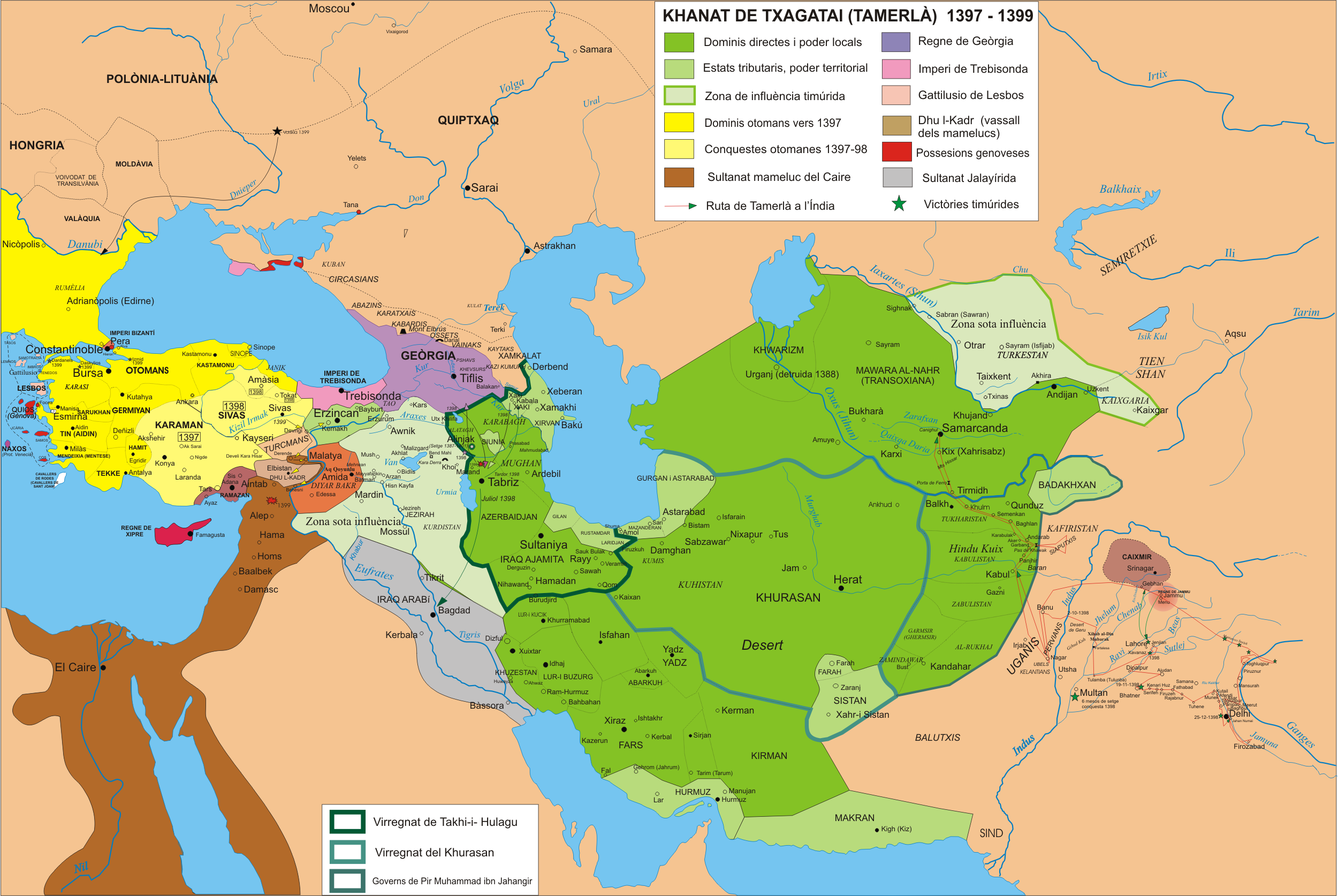
1397 a 1399
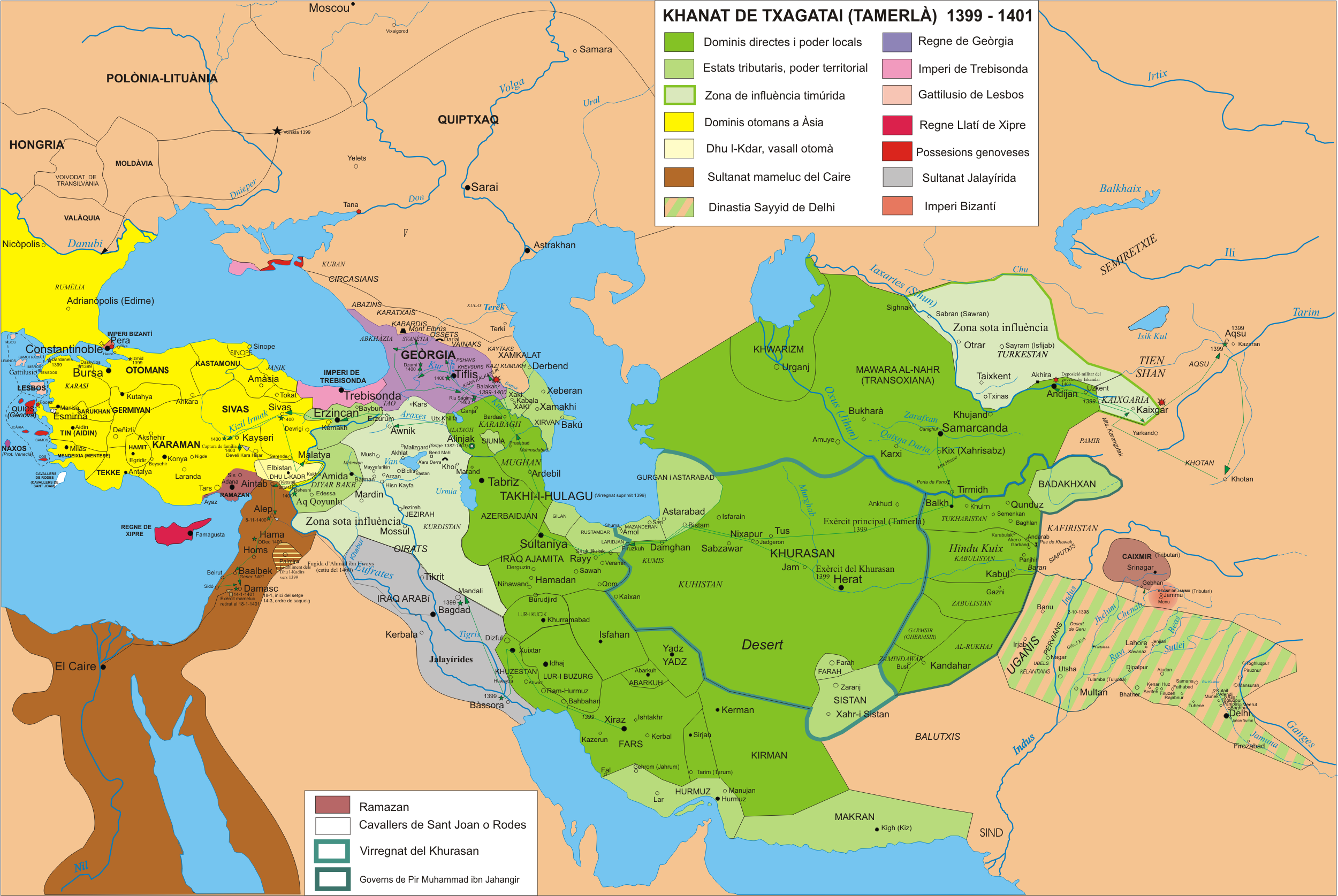
1399 a 1401
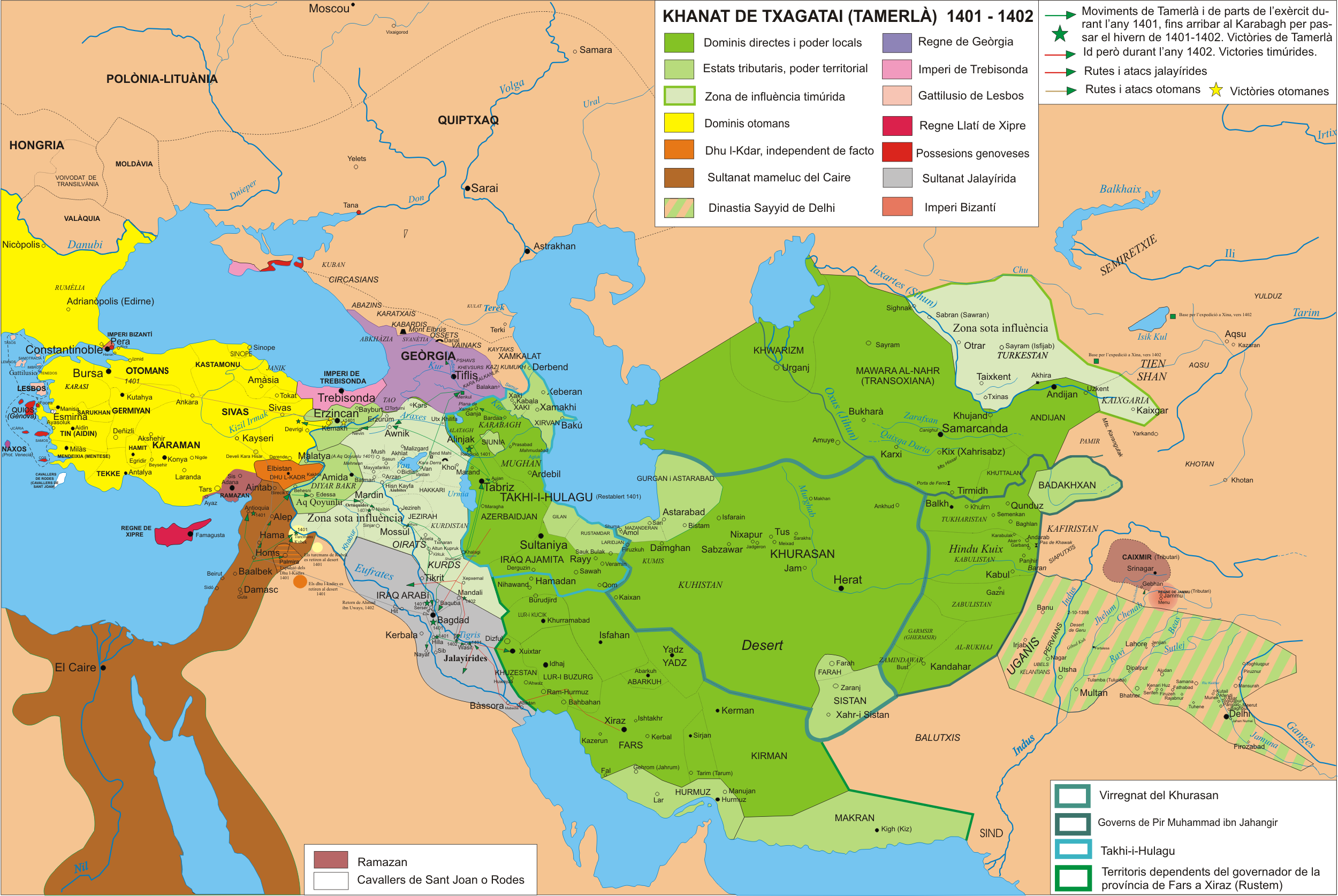
1401 a 1402
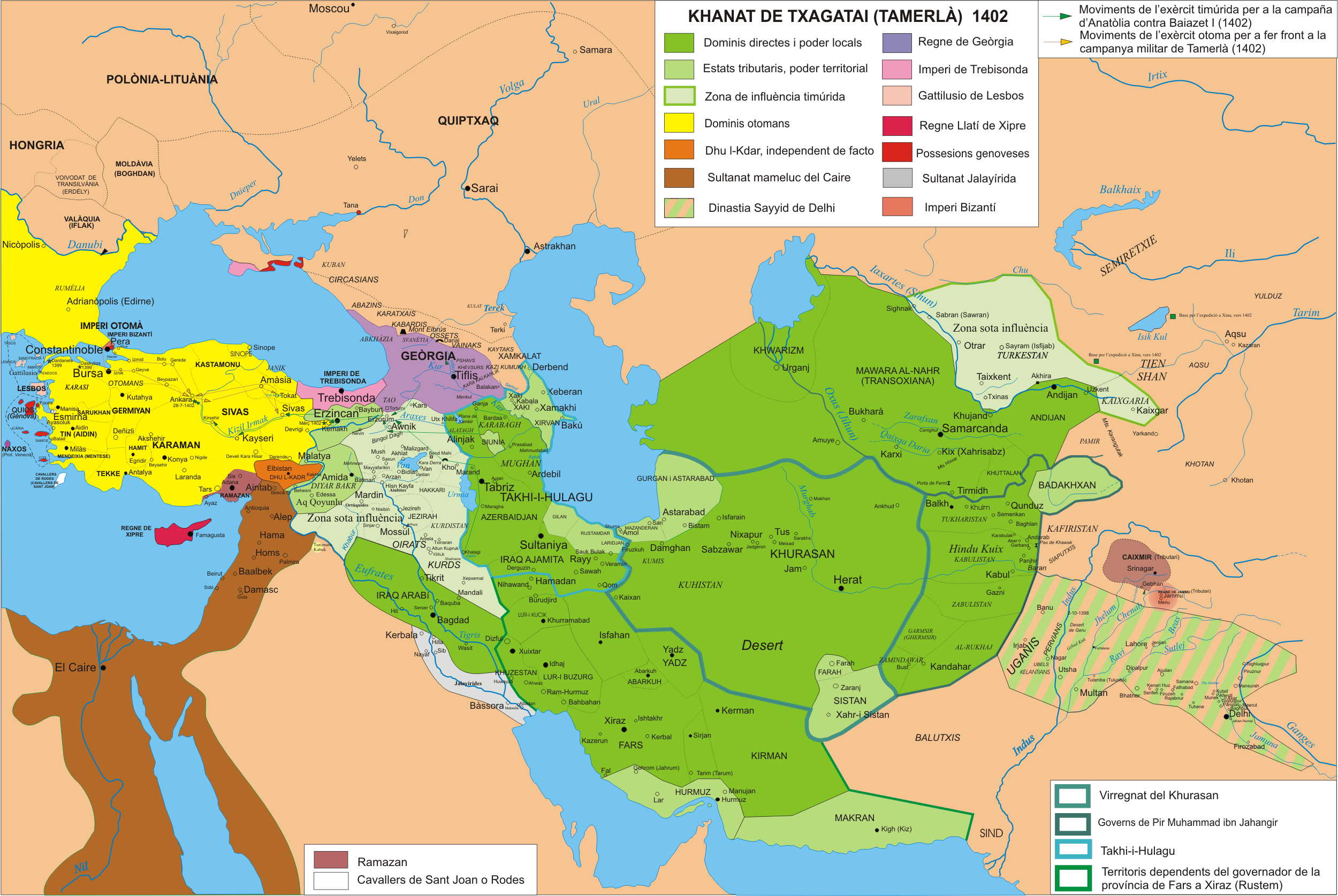
1402
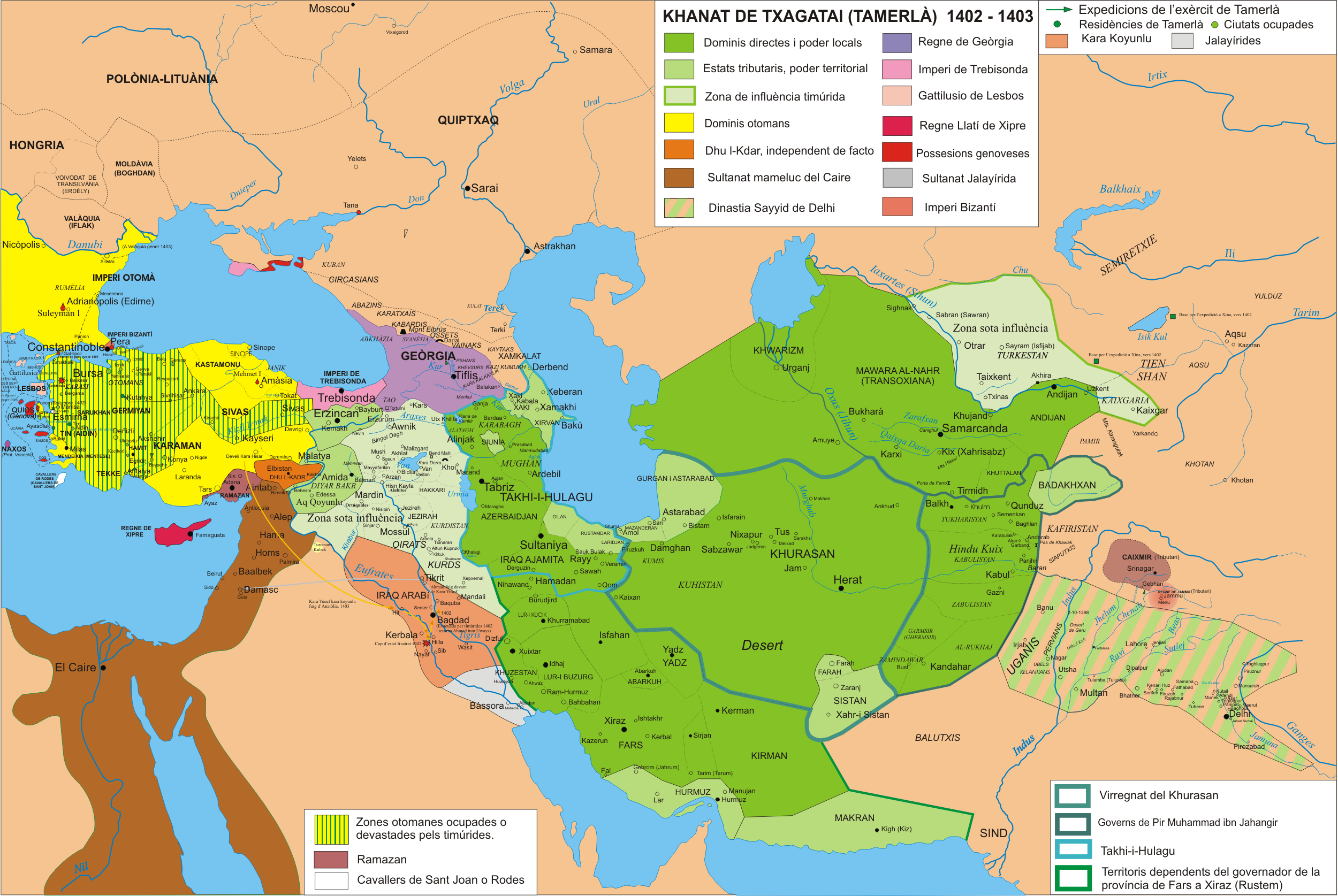
1402 a 1403
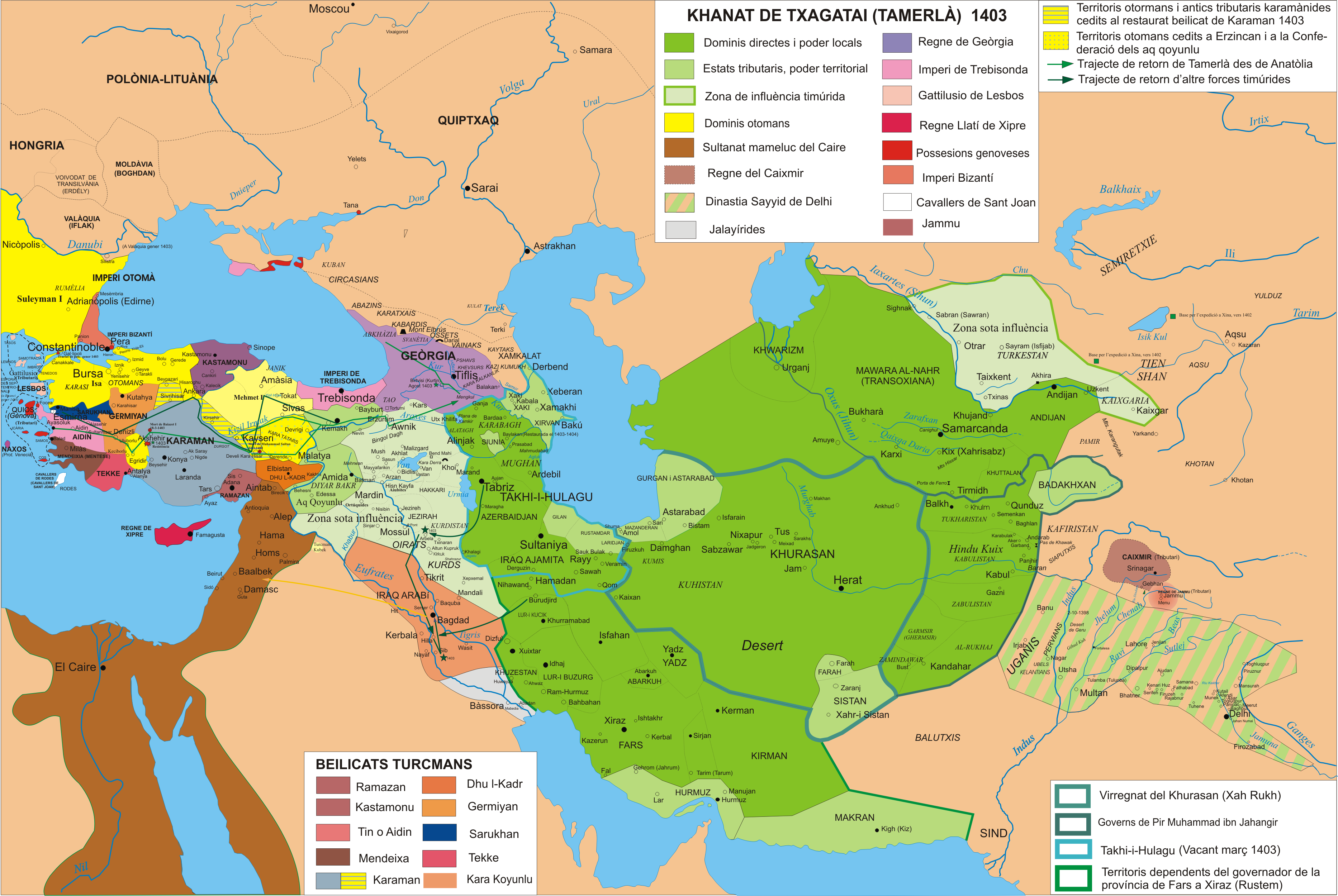
1403
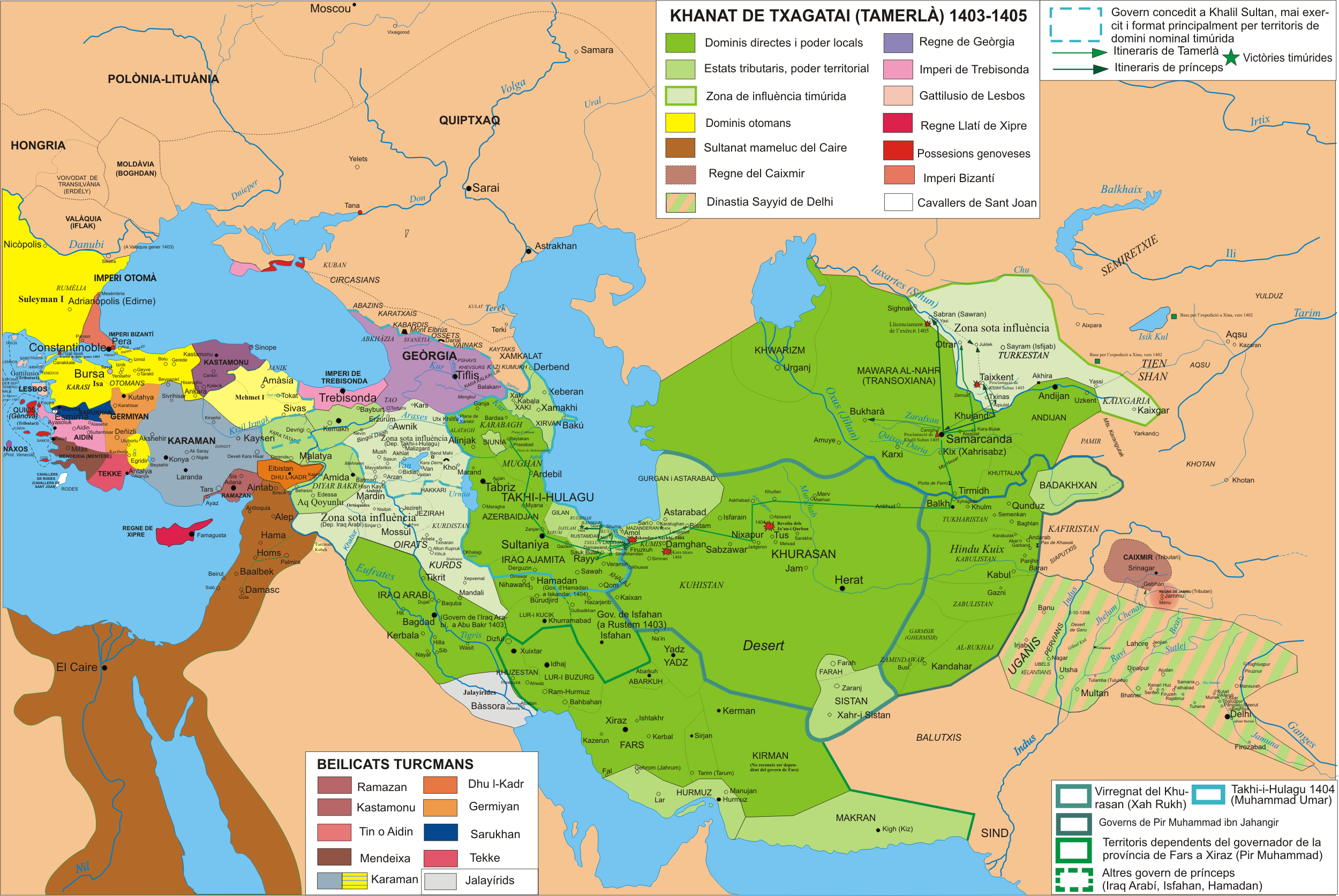
1403 a 1405